# Rijeka
Rijeka (uttal: [rijěːka], italienska och ungerska: Fiume, tyska: Sankt Veit am Flaum, se även andra namn) är en stad i Kroatien. Staden har 128 624 invånare (2011) och är huvudort och största tätort i Primorje-Gorski kotars län.
Rijeka är belägen vid floden Rječinas mynning i Adriatiska havet och är främst en handels- och industristad med en växande och allt mer betydande turist- och tjänstesektor. I staden finns en stor godshamn, skeppsvarv och oljeraffinaderi. Rijeka är landets viktigaste hamnstad för godstrafik, ett utbildningscentrum samt det ekonomiska och kulturella centret vid Kvarnerviken i nordvästra Kroatien. Sett till invånarantalet är Rijeka landets tredje största stad.
Med devisen "mångfaldens hamn" stod Rijeka under år 2020 värd som europeisk kulturhuvudstad.

## Etymologi
Rijeka har historiskt haft en mångkulturell prägel och kontakter med olika kulturer vilket innebär att det finns flera språkliga och dialektala varianter av stadens namn. Stadens namn på kroatiska (Rijeka), italienska (Fiume), slovenska (Reka) liksom de lokala čakaviska namnvarianterna (Reka eller Rika) betyder alla 'flod' på respektive språk och dialekt.
Historiskt har staden kallats Tharsatica, Tharsatico, Tharsaticum, Vitopolis eller Flumen på latin och Sankt Veit am Flaum eller Pflaum (med betydelsen "Sankt Vitus vid Rječina") på tyska. Det äldre tyska namnet "Sankt Veit" härleds från namnet på stadens skyddshelgon Sankt Vitus och "Flaum" eller "Pflaum" är äldre tyskspråkig benämning för floden Rječina.  
Det italienskspråkiga namnet Fiume var Rijekas officiella namn fram till år 1947 då staden som ett resultat av Parisfreden överlämnades till Jugoslavien. I samband med det jugoslaviska maktövertagandet blev det kroatiska namnet Rijeka stadens officiella namn. Den kroatiska namnvarianten används sedan dess vanligtvis i internationell litteratur och media med undantag för italiensk- och ungerskspråkig litteratur där den italienska namnformen vanligtvis återges. Den italienska namnformen användes under den habsburgska, sedermera österrikiska och österrikisk-ungerska perioden i stadens historia och anammades av ungrarna. I modern tyskspråkig litteratur används idag vanligtvis den kroatiska namnformen medan den italienska namnformen är etablerad i ungerskt språkbruk.  

### Smeknamn och slogan
Det kanske vanligaste smeknamnet för Rijeka är "Grad koji teče" (Staden som flyter). Smeknamnet har givit upphov till stadens inofficiella slogan "Volim grad koji teče" (Jag älskar staden som flyter) som återfinns på bland annat souvenirer, dekaler och klistermärken. Detta smeknamn och slogan anspelar på stadsnamnets etymologiska ursprung (kroatiskans 'Rijeka' och italienskans 'Fiume' som båda betyder 'flod'), på floden Rječina som mynnar ut i Adriatiska havet i den centrala delen av staden samt förekomsten av källvatten i Rijeka-området.   

## Historia

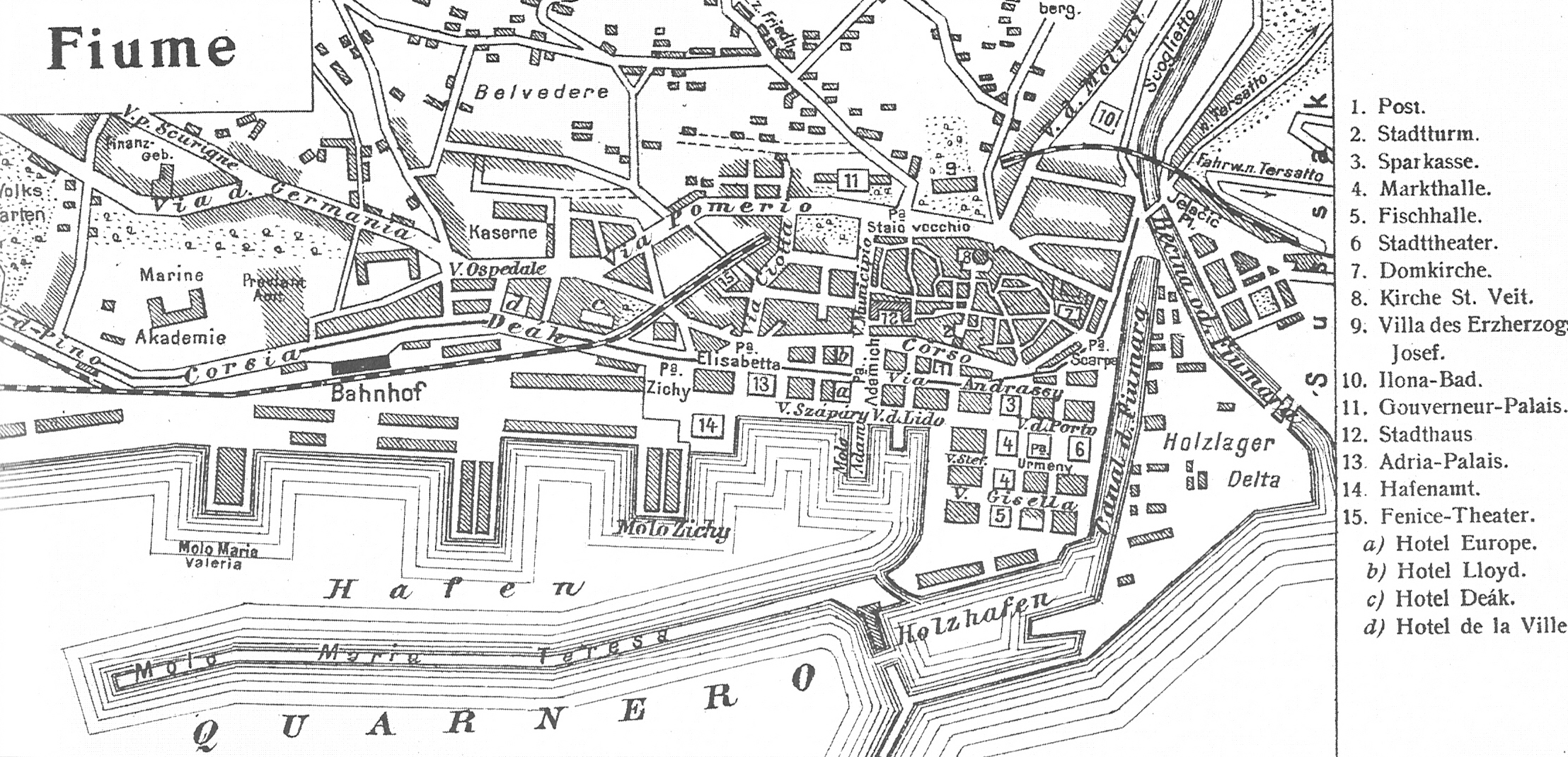
Staden kring förra sekelskiftet.

### Förhistoria
Neolitiska bosättningar har hittas i regionen och den tidigaste moderna bosättningen på platsen var keltiska Tarsatica som låg i vad som idag är stadsdelen Trsat. Tarsatica låg på en höjd och i den naturliga hamnen under höjden samt i det kustnära området har lämningar efter den illyriska folkstammen liburnerna påträffats. Staden behöll länge sin dubbla karaktär. Med sitt strategiska läge vid Adriatiska havets nordligaste del började staden utvecklas mer redan under romarriket.

### Rijeka under Habsburgarna (1446–1918)
År 1446 införlivades staden i det Habsburgska riket men det var först från mitten av 1700-talet som staden började växa i betydelse tack vare de goda kommunikationerna via såväl sjöfart som landtransporter på väg och senare även järnväg. Efter ett beslut fattat av den tysk-romerska kejsaren Karl VI fick stadens hamn 1719 status som frihamn. Efter ett beslut av kejsarinnan Maria Teresia 1769 kom denna status att omfatta hela staden Rijeka. Under 1700- och 1800-talet styrdes staden av österrikare, ungrare och kroater för att 1870 slutligen knytas till den ungerska kronan inom Dubbelmonarkin. Rijeka kom att styras direkt från Budapest som utsåg en guvernör att leda staden. Rijeka förblev dock en självständig enhet, ett så kallat corpus separatum, inom den ungerska rikshalvan. Under en kort period (1809–1814), var Rijeka ockuperat av Frankrike, men återföll sedan till habsburgarna (Österrike-Ungern).

### Mellankrigstiden (1918–1939)
Efter att Österrike-Ungern upplösts 1918 kom staden att bli ett föremål för en maktkamp mellan Italien och det då nybildade Serbernas, kroaternas och slovenernas kungarike (från 1929 benämnt Jugoslavien). Rijekas befolkning var etniskt blandad och italienarna utgjorde en majoritet i själva staden. Kroaterna utgjorde den största minoriteten i vad som idag är stadens centrala delar samtidigt som de utgjorde en absolut majoritet på landsbygden och i omgivande byar och städer. Dispyten kulminerade i en serbisk ockupation 1918 vilken avbröts 1919 av en internationell styrka bestående av italienska, brittiska, amerikanska och franska trupper. Efter att Österrike-Ungern formellt hade upplösts besatte den italienske poeten och ultranationalisten Gabriele d'Annunzio staden med sin egen frikår år 1919. Dispyten mellan Italien och Jugoslavien fortsatte vilket resulterade i Rapallofördraget 1920 i vilken länderna kom överens om att förklara Fiume (stadens officiella italienska namn) en självständig stat vid namn Fristaten Fiume. 1922 skedde en lokal fascistisk kupp som lade staden i italienska händer, självstyret upplöstes, och den 30 mars 1924 annekterades och införlivades staden med det då fascistiska Italien. Den lokala kroatiska befolkningen utsattes för en aggressiv italieniseringpolitik och diskriminerades systematiskt.

### Andra världskriget (1939–1945)

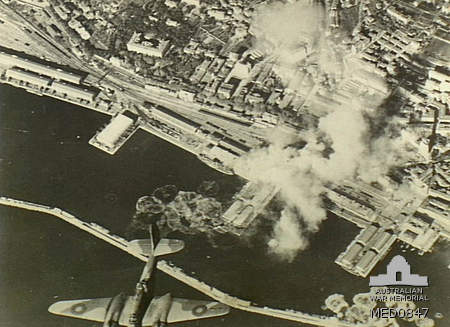
Brittiska flygvapnets bombningar av hamnen 1944.

Rijeka blev svårt drabbat av förstörelse under andra världskriget. Rijekas hamn utsattes av omkring 30 bombräder från de allierade och 1945 skulle de retirerande tyskarna komma att förstöra uppemot 90 % av hamnens faciliteter. Först efter krigsslutet skulle staden komma att tillfalla Jugoslavien.

### Efterkrigstiden (1945–1991)
I samband med Parisfreden 1947 tillföll staden officiellt delrepubliken Kroatien i Jugoslavien och en massiv utflyttningsvåg av italiensktalande följde. 58 000 av totalt 66 000 italiensktalande Rijekabor valde att gå i exil framför att stanna kvar och drabbas av den diskriminering och förföljelse som de italiensktalande ofta fick uppleva när de var i händerna på den jugoslaviska (framför allt kroatiska) befolkningen och hos den nyinrättade jugoslaviska kommunistiska statsförvaltningen.
Under hela efterkrigstiden upplevde staden en stark ekonomisk tillväxt och under det kroatiska självständighetskriget 1991–1995 förskonades staden fysiskt från de bittra strider som följde på Kroatiens utträde ur den jugoslaviska federationen.

## Geografi och klimat
Rijekas geografiska position är 14° 26' östlig longitud 45° 21' nordlig latitud. 
I Rijeka råder medelhavsklimat som karaktäriseras av milda vintrar och varma somrar. Månaderna juli–augusti är de varmaste månaderna och den genomsnittliga medeltemperaturen uppgår då till över 20 °C. Under månaderna november–april ligger den genomsnittliga medeltemperaturen under 10 °C. Snöfall under vintermånaderna är ovanliga men förekommer. Den mest nederbördsrika månaden är oktober. 
Normala temperaturer och nederbörd i Rijeka:
|                                            | Jan | Feb | Mar | Apr | Maj | Jun | Jul | Aug | Sep | Okt | Nov | Dec |
| ------------------------------------------ | --- | --- | --- | --- | --- | --- | --- | --- | --- | --- | --- | --- |
| Normaldygnets maximitemperaturs medelvärde | 8   | 8   | 12  | 15  | 20  | 24  | 27  | 27  | 23  | 18  | 12  | 10  |
| Normaldygnets minimitemperaturs medelvärde | 2   | 3   | 6   | 8   | 12  | 16  | 19  | 18  | 15  | 11  | 7   | 4   |
|                                            |     |     |     |     |     |     |     |     |     |     |     |     |
| Nederbörd                                  | 90  | 60  | 130 | 120 | 140 | 110 | 80  | 100 | 150 | 220 | 180 | 110 |

| Diagram | temperaturer i °C • månadsnederbörd i mm • Källa: Weatherbase.com | temperaturer i °C • månadsnederbörd i mm • Källa: Weatherbase.com | temperaturer i °C • månadsnederbörd i mm • Källa: Weatherbase.com | temperaturer i °C • månadsnederbörd i mm • Källa: Weatherbase.com | temperaturer i °C • månadsnederbörd i mm • Källa: Weatherbase.com | temperaturer i °C • månadsnederbörd i mm • Källa: Weatherbase.com | temperaturer i °C • månadsnederbörd i mm • Källa: Weatherbase.com | temperaturer i °C • månadsnederbörd i mm • Källa: Weatherbase.com | temperaturer i °C • månadsnederbörd i mm • Källa: Weatherbase.com | temperaturer i °C • månadsnederbörd i mm • Källa: Weatherbase.com | temperaturer i °C • månadsnederbörd i mm • Källa: Weatherbase.com | temperaturer i °C • månadsnederbörd i mm • Källa: Weatherbase.com |
|         | 90 8 2                                                            | 60 8 3                                                            | 130 12 6                                                          | 120 15 8                                                          | 140 20 12                                                         | 110 24 16                                                         | 80 27 19                                                          | 100 27 18                                                         | 150 23 15                                                         | 220 18 11                                                         | 180 12 7                                                          | 110 10 4                                                          |

## Politik och administration

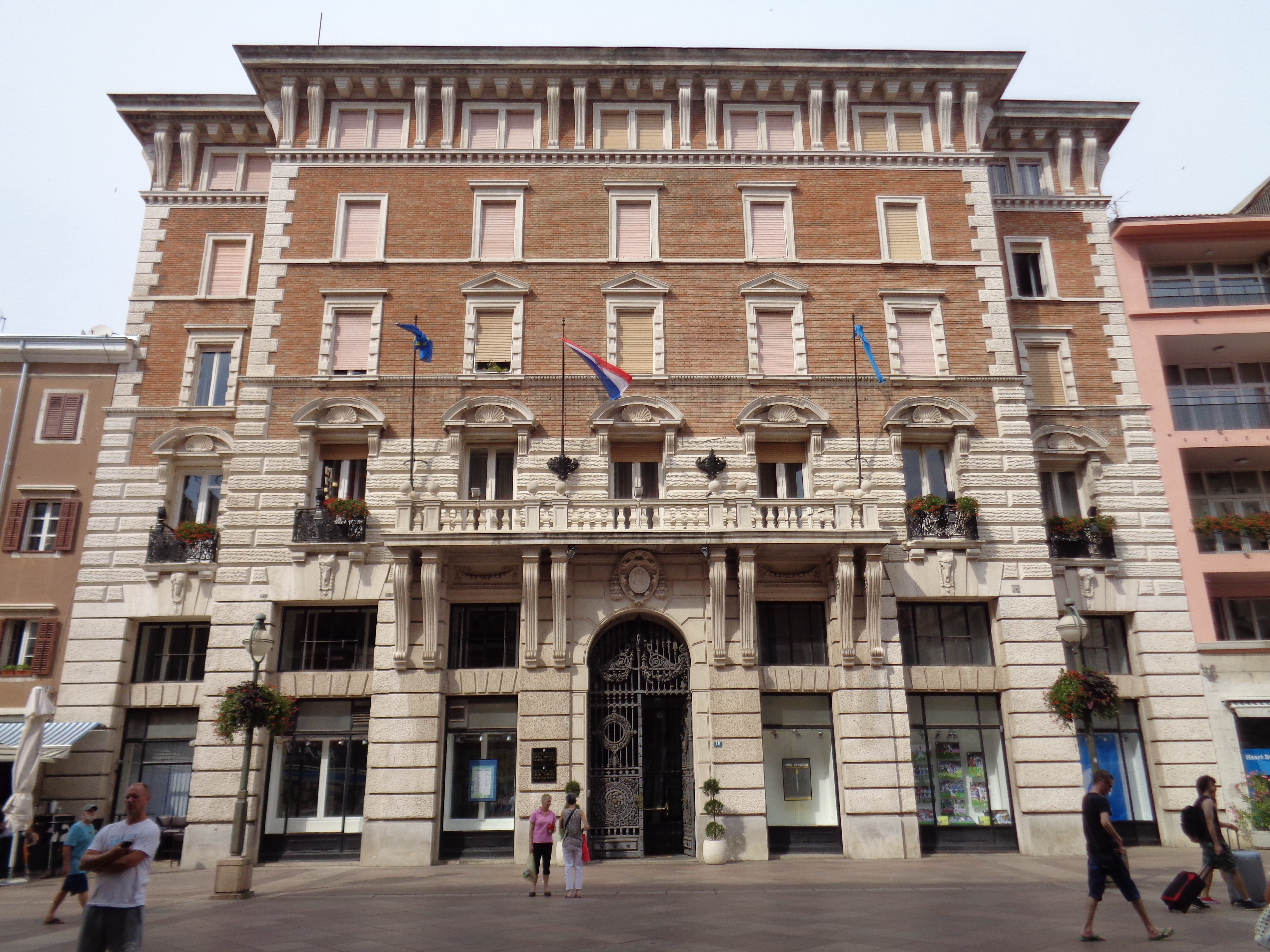
Rijekas stadshus år 2016.

### Politisk ledning
Rijekas stadsfullmäktige är stadens högsta beslutande organ. Det består av 37 råd (mandatperioden 2017–2021), en ordförande och två ställföreträdande ordföranden. Råden väljs i allmänna och direkta lokala val. Deras mandatperiod löper över fyra år. Stadsfullmäktige sammanträder i Stadshuset. 
Sedan Kroatiens självständighet år 1991 och införandet av flerpartival har Kroatiens socialdemokratiska parti (SDP) dominerat den lokala politiken. Partiet har regerat med egen majoritet, med hjälp av stödpartier eller ingått i valallianser med center–vänster-partier. På grund av de lokala socialdemokraternas regeringstid som från år 1991 har varat i över två decennier framhålls staden inte sällan som "socialdemokratins högborg" i Kroatien. Av denna anledning bär staden smeknamn som "Röda Rijeka" och liknande.
| Valallianser och partier i Rijekas stadsfullmäktige för mandatperioden 2017–2021 | Valallianser och partier i Rijekas stadsfullmäktige för mandatperioden 2017–2021 | Antal mandat |
| -------------------------------------------------------------------------------- | --- | ------------ |
|                                                                                  | Kroatiens socialdemokratiska parti (SDP), Primorje-Gorski kotar-alliansen (PGS), Kroatiska pensionärspartiet (HSU), Istriska demokratiska församlingen (IDS), Kroatiska labouristerna – Arbetarpartiet (HL), Självständiga demokratiska serbiska partiet (SDSS), Kroatiska bondepartiet (HSS) | 15           |
|                                                                                  | Kroatiska demokratiska unionen (HDZ) | 7            |
|                                                                                  | Ungdomsaktionen (AM), Mänsklig sköld (ŽZ), KRAFT – Folkets och medborgaraktivismens parti (SNAGA) | 5            |
|                                                                                  | Väljarkårens kandidatlista | 4            |
|                                                                                  | Listan för Rijeka, Pametno | 2            |
|                                                                                  | Oberoende listornas bro (Most) | 2            |
|                                                                                  | Kroatiska folkpartiet – liberaldemokraterna (HNS), Kroatiska kustlandets, Gorski kotars, öarnas och Rijekas autonoma regionala parti (ARS), Partiet för kroatisk demokratisk aktion (SDAH) | 2            |
| Totalt antal mandat                                                              | Totalt antal mandat | 37           |

### Administrativ indelning
Staden Rijeka består av två bosättningar: tätorten Rijeka (128 384 invånare år 2011) och samhället Sveti Kuzam (240 invånare år 2011). I administrativ bemärkelse är staden indelad i 34 lokalnämndsområden. Dessa styrs av en lokalnämndsstyrelse vars medlemmar väljs för en mandatperiod på fyra år. Antalet styrelsemedlemmar avgörs av antalet invånare i lokalnämndsområdet. I lokalnämndsområden med upp till 7 500 invånare består lokalnämndsstyrelsen av fem medlemmar och i lokalnämndsområden med 7 500–11 000 invånare består styrelserna av sju medlemmar.
Lokalnämndsområdena har i de flesta fall samma namn som de stadsdelar som ligger inom deras jurisdiktion – men det finns undantag. Lokalnämndsområdet Sveti Nikola motsvarar till exempel stadsdelen Krnjevo. Vissa stadsdelar är uppdelade i två lokalnämndsområden. Ett exempel på detta är stadsdelen Vežica som administrativt är uppdelad i lokalnämndsområdena Gornja Vežica och Podvežica. Lokalnämndsområden med dubbla namn upptar i administrativ bemärkelse vanligtvis två stadsdelar. Ett exempel på detta är Rijekas centrala lokalnämndsområde Školjić-Stari grad där både stadsdelen Školjić och Stari grad (Gamla stan) ingår. Till skillnad från lokalnämndsområdena saknar stadsdelarna administrativ betydelse.   

### Rijekas storstadsområde
Rijeka är huvudort i Rijekas stadsagglomeration, ett storstadsområde bestående av mindre orter och kommuner i stadens närhet som ur geografisk, kulturell, ekonomisk och politisk synpunkt graviterar mot Rijeka. Rijekas stadsagglomeration har mer än 240 000 invånare. Förutom Rijeka ingår orterna och kommunerna Čavle, Kastav, Klana, Kostrena, Kraljevica, Lovran, Mošćenička Draga, Opatija och Viškovo i storstadsområdet.

## Ekonomi och infrastruktur

### Ekonomi

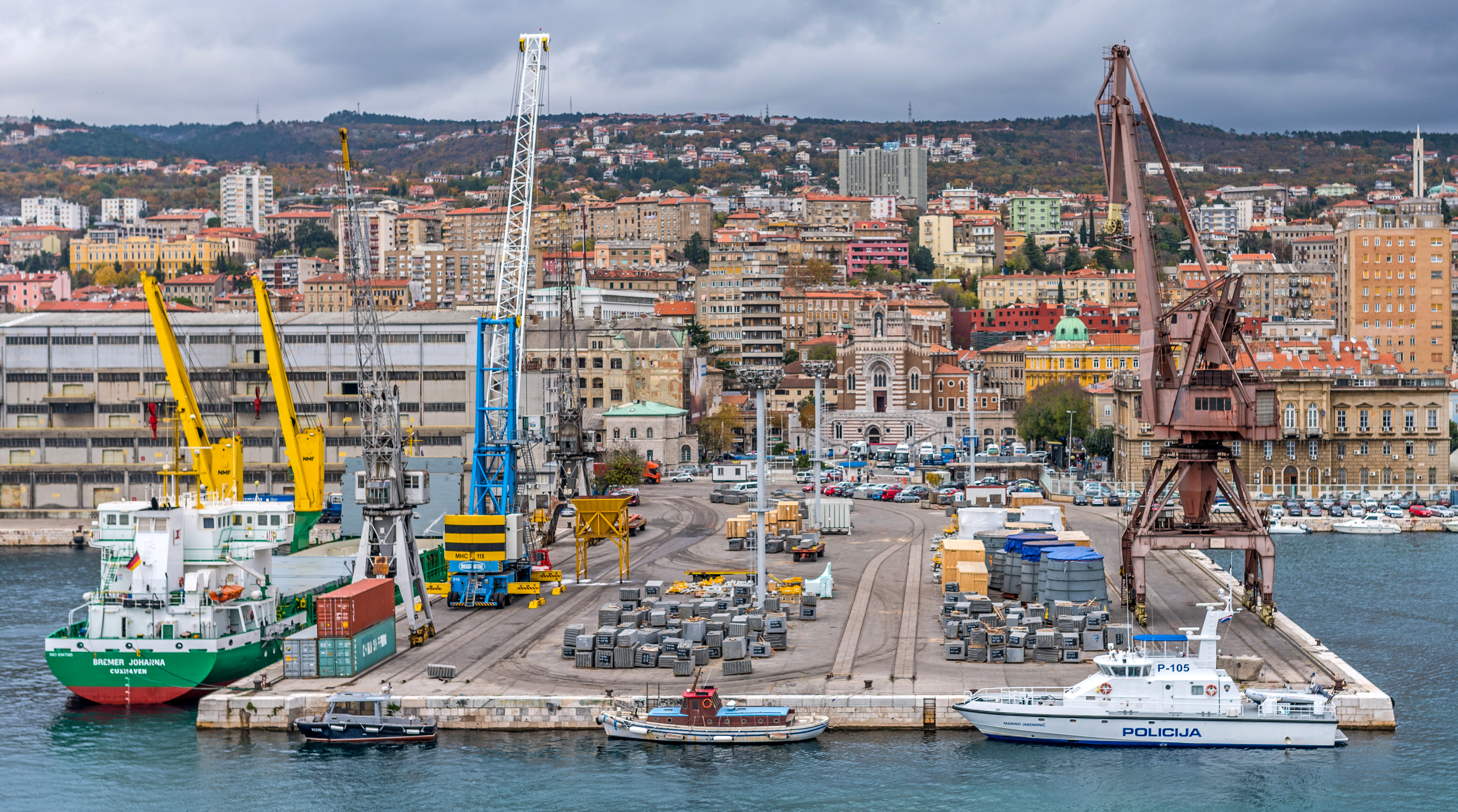
Del av Rijekas hamnområde år 2017.

Näringslivet i Rijeka har länge dominerats av sjöfarten. Staden är Kroatiens största hamnstad för godstrafik och i Rijeka eller dess omedelbara närhet finns två stora skeppsvarv – 3 maj och Viktor Lenac i grannkommunen Kostrena. Kroatiens största rederi, Jadrolinija, har sitt huvudkontor i staden. Tillverknings-, bygg-, handels-, transport- och lagerindustrin samt vetenskaplig och teknisk verksamhet utgör stommen i den lokala ekonomin och står för 85 procent av stadens intäkter.

#### Turism
Regionen längs kusttrakterna i båda riktningarna från Rijeka har många kända turistorter. Även i Rijeka är turismen en betydande näring. I staden arrangeras årligen olika evenemang, däribland Rijekas karneval, som lockar många inhemska och utländska besökare. Stadens uteliv är inte speciellt omfattande, det finns ett antal klubbar och uteställen, men de flesta åker till den närliggande bad- och turistorten Opatija. Staden har dock ett omfattande gatuliv med långa gågator, där huvudgatan Korzo är den mest betydande.
Större delen av strandlinjen i centrum upptas av hamnanläggningar. Sedan år 2003 pågår dock en omfattande ombyggnation av hamnområdet. Rijeka Gateway Project är ett utvecklingsprogram som finansieras med hjälp från Världsbanken och har till syfte att förbättra anslutningen mellan hamn-, väg- och järnvägstrafiken i området. Programmet innebär att hamnanläggningarna i de centrala delarna av Rijeka kommer att flyttas vilket på sikt kommer att öppna upp staden mot havet. De frilagda ytorna i stadens centrala och attraktiva delar kommer då att kunna utnyttjas för kommersiellt bruk vilket stadens ledning hoppas kommer att ge ett uppsving för stadens turism.

### Transport och kommunikationer

#### Busstrafik

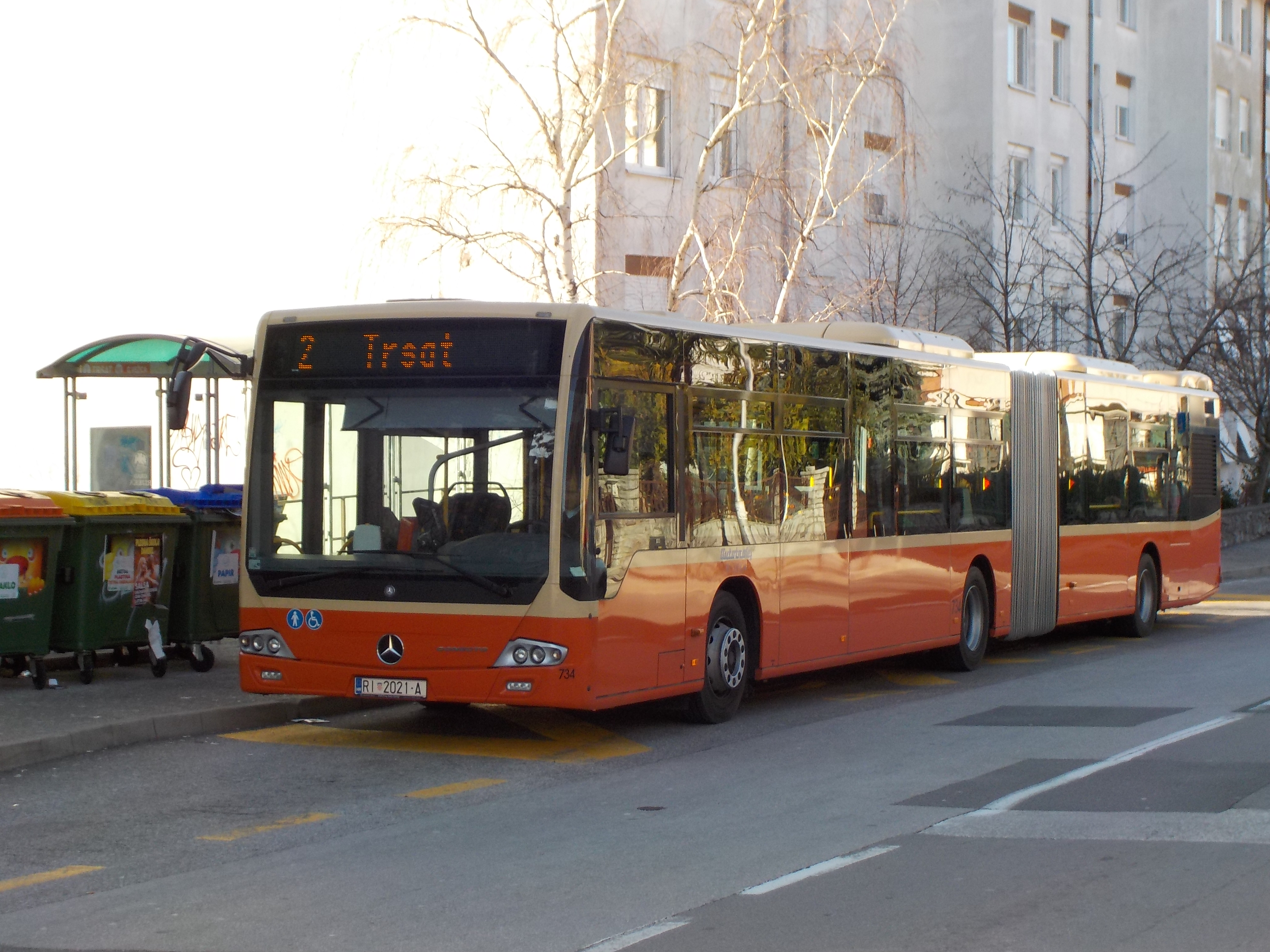
Autotrolejs omisskännliga brandgula stadsbussar. I bild en av bolagets ledbussar.

Rijekas stadsbusstrafik trafikeras av det lokala bussbolaget Autotrolej. Den centrala busstationen för stadsbussarna är belägen i området Delta, mellan Mrtvi kanal och Rječina, drygt 300 meter sydöst om huvudgågatan Korzos södra ände. Bussbolaget trafikerar 51 busslinjer varav 12 förbinder Rijeka med andra städer och kommuner i Primorje-Gorski kotars län. Biljetter kan köpas i bland annat kiosker och priset varierar beroende på zon. 
Den centrala busstationen för långfärdsbussar är belägen vid Žabica drygt 600 meter sydöst om Rijekas järnvägsstation. Långfärdsbussarna förbinder Rijeka med flygplatsen samt inhemska och utländska städer.
Sedan år 2007 finns en turistbusslinje som under perioden 15 juni–15 september dagligen trafikerar rutten Opatija–Rijeka. Olika biljettyper innebär att passagerare kan välja att uppehålla sig en lägre eller kortare stund vid en plats eller sevärdhet. Via hörlurar får passagerarna information om Rijekas och närområdets historia på åtta språk: engelska, franska, italienska, kroatiska, tyska, ryska, spanska och ungerska.

#### Flygtrafik
Rijekas flygplats är en internationell flygplats med in- och utrikesförbindelser. Den är belägen vid Omišalj på ön Krk, drygt 17 kilometer från stadens järnvägsstation. Flygtrafiken är nästan uteslutande säsongbetonad med ankomster och avgångar främst under högsäsong (juni–augusti). Av Kroatiens åtta internationella flygplatser är Rijekas flygplats sett till antalet passagerare en av de minsta. År 2016 passerade 141 488 passagerare genom flygplatsen vilket (sett till antalet passagerare) gör Rijekas flygplats till den sjätte största internationella flygplatsen i Kroatien. Den internationella trafiken till flygplatsen under högsäsong trafikeras främst av lågprisflygbolag. Det finns bussförbindelser mellan flygplatsen och Rijeka. Flygbussarna stannar vid den centrala busstationen vid Žabica. Resande till och från Rijeka betjänas även av de relativt närliggande flygplatserna i Zagreb, Pula, Trieste och Ljubljana. Samtliga är belägna inom en radie av 180 kilometer från Rijeka.    

#### Järnvägstrafik
Rijekas järnvägsstation uppfördes under den österrikisk-ungerska administrationen åren 1889–1891 och är belägen drygt en kilometer nordväst om huvudgågatan Korzo. Från stationen utgår trafik norrut mot bland annat Ljubljana, Trieste och Wien samt österut mot Zagreb. Av historiska skäl saknas järnvägsförbindelser mer orter såsom Pula på halvön Istrien i väster. Under den österrikisk-ungerska perioden då järnvägsnätet anlades prioriterades nämligen förbindelser med rikshuvudstaden Wien. Att färdas till Istrien med tåg innebär en omväg via Slovenien. Planer på att förbinda Istrienbanan med Rijeka och det övriga kroatiska järnvägsnätet finns men har ännu (år 2018) inte förverkligats.

#### Sjöfart
Rijekas hamn är Kroatiens största godshamn och efter Split landets viktigaste hamn för passagerartrafik. Kroatiens största rederi Jadrolinija har sitt huvudkontor Adriapalatset i Rijeka och från staden utgår båtar, bil- och passagerarfärjor till den kroatiska ö-världen och Italien. 
Staden har en lång sjöfartshistoria och var en av Habsburgska rikets, Österrikes och sedermera Österrike-Ungerns viktigaste hamnar. Efter den österrikisk-ungerska kompromissen år 1867 och skapandet av dubbelmonarkin Österrike-Ungern befästes Rijekas anknytning till den ungerska rikshalvan. Staden utgjorde därefter den ungerska rikshalvans främsta hamn. Genom en politisk överenskommelse blev Rijeka år 1947 jugoslaviskt. Liksom tidigare var staden det dåvarande Jugoslaviens viktigaste hamnstad. Idag är Rijeka Kroatiens viktigaste godshamn och en av de största hamnstäderna vid norra Adriatiska havet.

#### Vägnät
Rijeka är en viktig trafikknutpunkt i nordvästra Kroatien. Motorvägen A6 leder österut mot huvudstaden Zagreb och det kroatiska inlandet . Motorvägen A7 leder i nordlig riktning mot Rupa och den kroatisk-slovenska gränsen. I västlig riktning leder A8 mot den istriska halvön. En framtida ringled är tänkt att avlasta nuvarande ringled som är hårt trafikerad under turistsäsongen (juni–augusti).

## Demografi

### Könsfördelning, etniska och religiösa grupper
Av stadens 128 624	invånare är 67 673 kvinnor och 60 951 män (2011).
Majoriteten av invånarna (106 136 personer eller 82,52 procent av befolkningen) är kroater. De största etniska minoriteterna i Rijeka är serberna (8 446 personer eller 6,57 procent av befolkningen), bosniakerna (2 650 personer eller 2,06 procent av befolkningen) och italienarna (2 445 personer eller 1,90 procent av befolkningen). Ingen av stadens övriga minoriteter (däribland albaner, montenegriner, tyskar, ungrare, österrikare etcetera) uppgår ensamma till mer än 1 procent av befolkningen.  
En majoritet av Rijekas invånare (92 559 personer eller 71,96 procent av befolkningen) bekänner sig till den romersk-katolska tron. En majoritet av katolikerna tillhör någon av stadens autoktona folkgrupper, kroater eller italienare, medan serberna vanligtvis är medlemmar av den serbisk-ortodoxa kyrkan och bosniakerna bekänner sig till den islamska tron. I Rijeka finns flera byggnader för trosutövning, däribland åtskilliga romersk-katolska kyrkor, en serbisk-ortodox kyrka, en synagoga, en moské och ett Hare Krishna-center.

### Befolkningsutveckling
| Rijekas befolkningsutveckling åren 1857–2011 Källa: Kroatiska statistiska centralbyrån |

### Språk och dialekter
I Rijeka talas officiellt standardkroatiska som grundar sig på štokavisk dialekt med ijekavisk uttal. Historiskt var italienskan fram till år 1947 det dominerande språket i officiella sammanhang. Dialektalt talas čakavisk dialekt med ekaviskt uttal, även kallad nordčakaviska. Den lokala čakaviska dialekten har lämnat avtryck på den talade standardformen av kroatiska som talas i staden. Därtill finns uppskattningsvis 20 000 talare av fiumanska, en lokal och autokton venetiansk dialekt starkt influerad av čakaviskan och med lånord från bland annat tyskan och ungerskan.     

## Kultur och samhälle

### Arkitektur, stadsbild och byggnadsverk (urval)

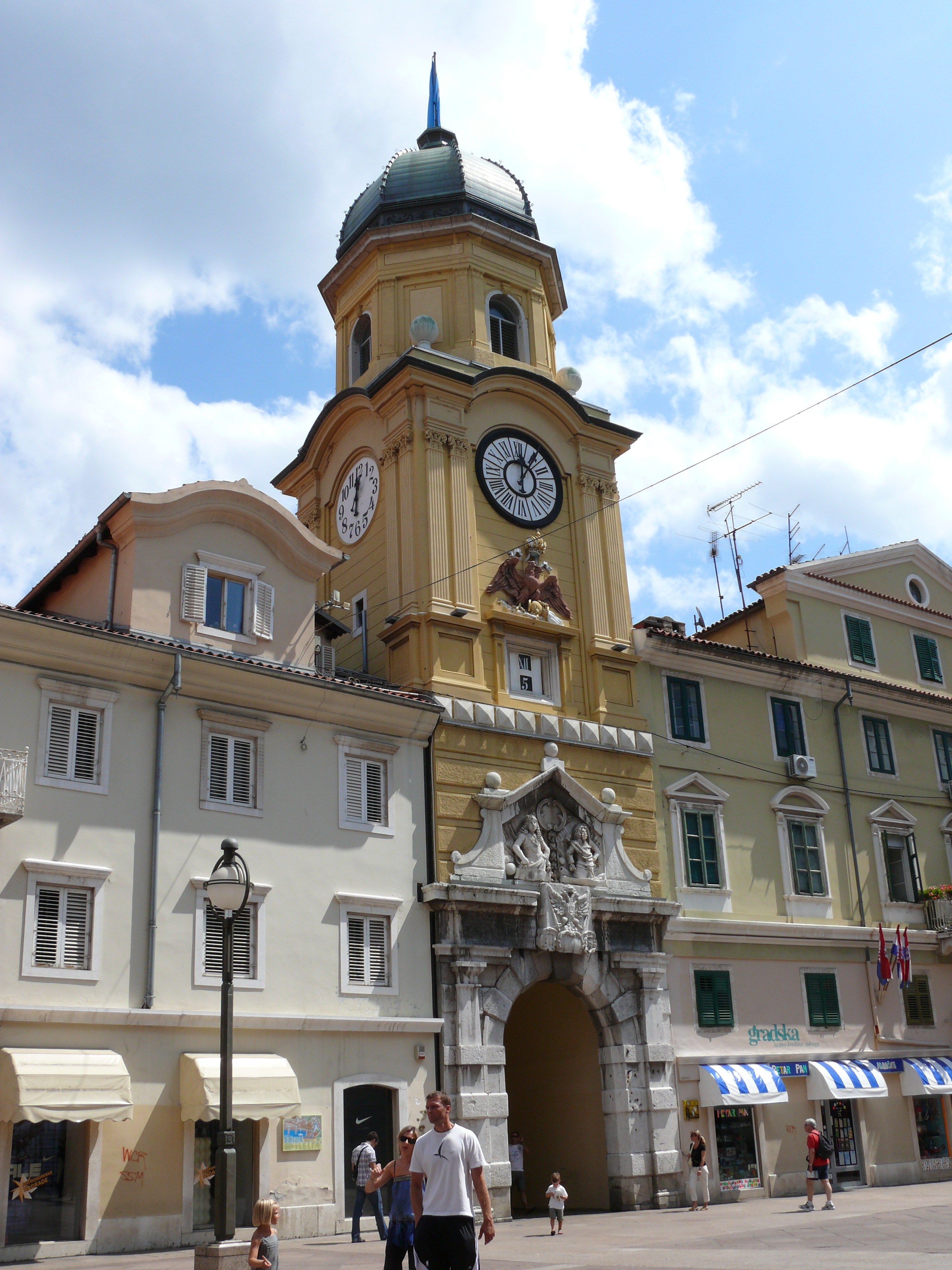
Rijekas stadstorn år 2009. Ett av Rijekas mest kända landmärken

Rijekas stadsbild som den uppfattas idag har formats under många hundratals år och i stadslandskapet finns byggnader som representerar de flesta stilriktningar som går att finna i Mellaneuropa. 
Rijeka hamnade tidigt under habsburgskt inflytande (från år 1446) och de arkitektoniska och kulturella strömningar som rådde inom Habsburgska riket och sedermera Österrike och Österrike-Ungern har lämnat ett bestående avtryck i Rijekas stadsbild som snarare har en mellaneuropeisk än mediterransk prägel. Till skillnad från många andra kroatiska kuststäder har Rijeka aldrig lytt under Republiken Venedig varpå staden saknar venetianska byggnadsverk. Byggnadsverk och lämningar efter romarna är få till antalet. 
Under den österrikiska och österrikisk-ungerska administrationen på 1800-talet upplevde Rijeka ekonomisk tillväxt och flera av stadens landmärken och representativa byggnadsverk (företrädesvis i historicistisk stil), influerade av modet i Wien och Budapest, tillkom under 1800-talet eller 1900-talets början. Dessa byggnader är företrädesvis belägna i de centrala delarna av staden. 
Fram till andra världskriget bestod Rijekas stadsbebyggelse till största del av låga bostadshus och orten hade karaktären av en småstad. År 1947 tillföll Rijeka det kommunistiska Jugoslavien. Stadens nya politiska status innebar att stora delar av den italiensktalande befolkningen lämnade Rijeka. Istället bosatte sig människor från andra delar av Kroatien och Jugoslavien i staden. Rijeka upplevde därefter en kraftig befolkningstillväxt. År 1953 hade Rijeka 73 718 invånare. Mindre än 20 år senare (1971) hade stadens befolkning vuxit till 129 173 invånare. Under denna expansiva fas tillkom flera höghus och bostadsområden i företrädesvis socialistisk stil nordväst och sydöst om stadscentrum. 
Rijeka har under större delen av sin moderna historia varit en viktig hamnstad och från 1800-talet ett viktigt industriellt centrum. Stadssiluetten karaktäriseras även av den centralt belägna hamnverksamheten samt överblivna lokaler och byggnader relaterade till den industriella verksamheten. Ett mångårigt projekt kallat "Rijeka Gateway Project" har till syfte att bland annat förbättra kommunikationerna mellan hamnen och internationella väg- och järnvägsleder. Projektet innebär också att en del av hamnverksamheten (containerterminaler, lyftkranar, förråd etcetera) flyttas från stadens centrala delar till dess utkanter med syfte att på sikt öppna upp staden mot havet och skapa nya ytor som kan urbaniseras eller nyttjas för kommersiellt bruk.

#### Allmänna byggnader och landmärken

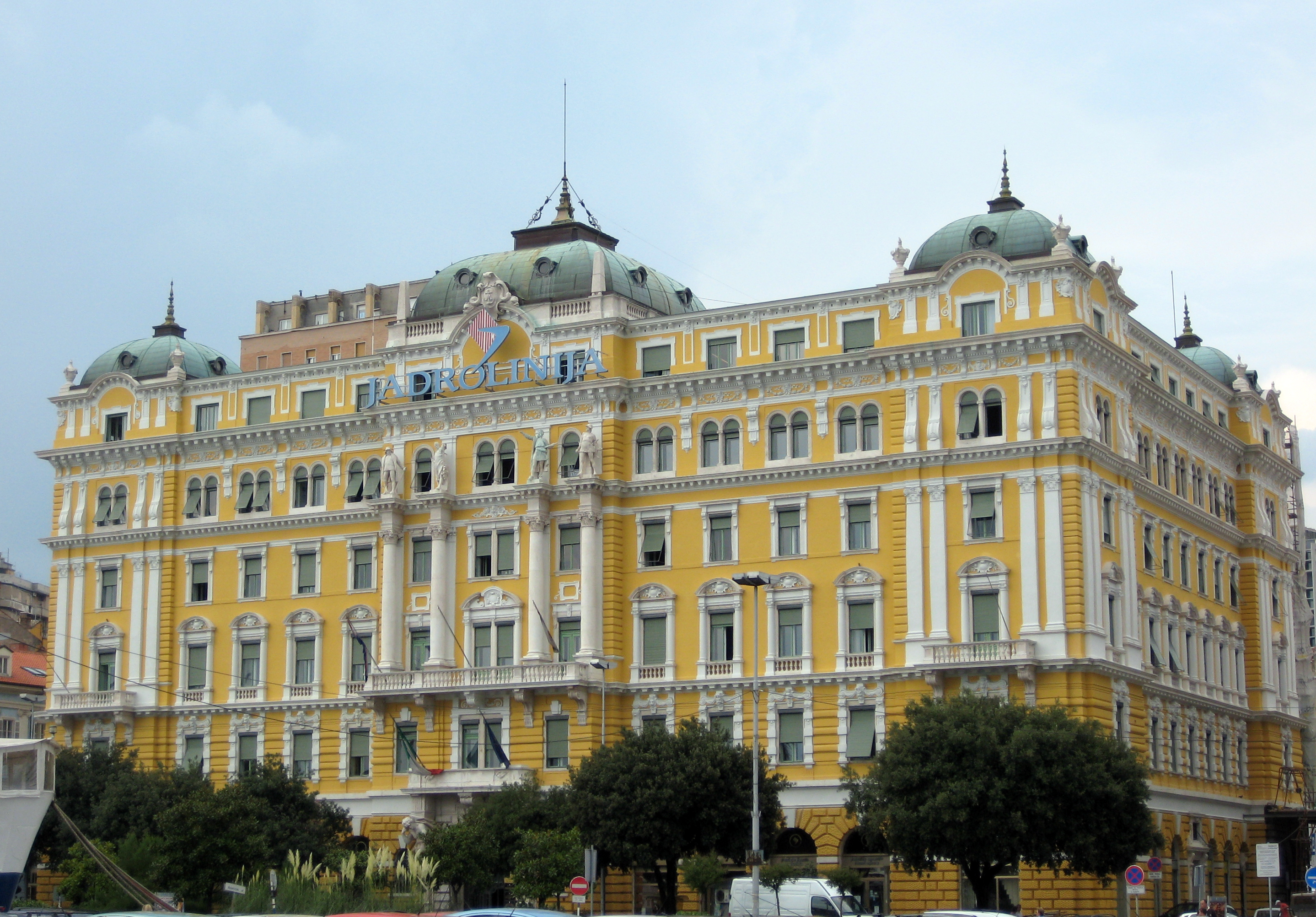
Adriapalatset år 2007.

- Radio Rijekas byggnad – kulturmärkt byggnad vid Korzo uppförd år 1848[34] i Biedermeierstil. Sedan år 1951 har den lokala radiostation Radio Rijeka sitt säte i byggnaden
- Rijekaskyskrapan – kulturmärkt höghus och landmärke vid Korzo uppfört åren 1939–1942 med stildrag från den italienska modernismen.
- Stadshuset – Rijekas stadshus är beläget centralt vid gågatan Korzo och rymmer stadsfullmäktige. Det uppfördes år 1912–1914 och dess arkitektoniska utformning representerar olika italienska arkitekturstilar.
- Stadstornet – kulturmärkt stadstorn med rötter från medeltiden beläget centralt vid Korzo. Stadstornet är ett landmärke och symbol för staden Rijeka. Dess nuvarande utseende i barockstil härrör från år 1890.
- Stora saluhallen – ett byggnadskomplex bestående av fiskmarknaden uppförd år 1865 i romansk stil och två paviljonger uppförda år 1880 med stildrag från historicismen. Rijekas centrala plats för kommers med bland annat fisk, frukt, grönsaker, handarbeten och annat.
- Rijekas järnvägsstation – Rijekas järnvägsstation uppfördes åren 1889–1891[35] i nyklassicistisk stil.
- Filodrammatica – Historisk kulturbyggnad vid Korzo invigd år 1890.[36] Idag ett kafé, teaterscen och plats för kulturella evenemang.
- Tower Center Rijeka – affärs- och köpcentrum uppfört åren 1995–2006.
- Nationalteatern – Kroatiska nationalteatern i Rijeka uppfördes år 1883 i barockstil och är stadens främsta scen för teater, opera och balett.

#### Befästningsverk och palats

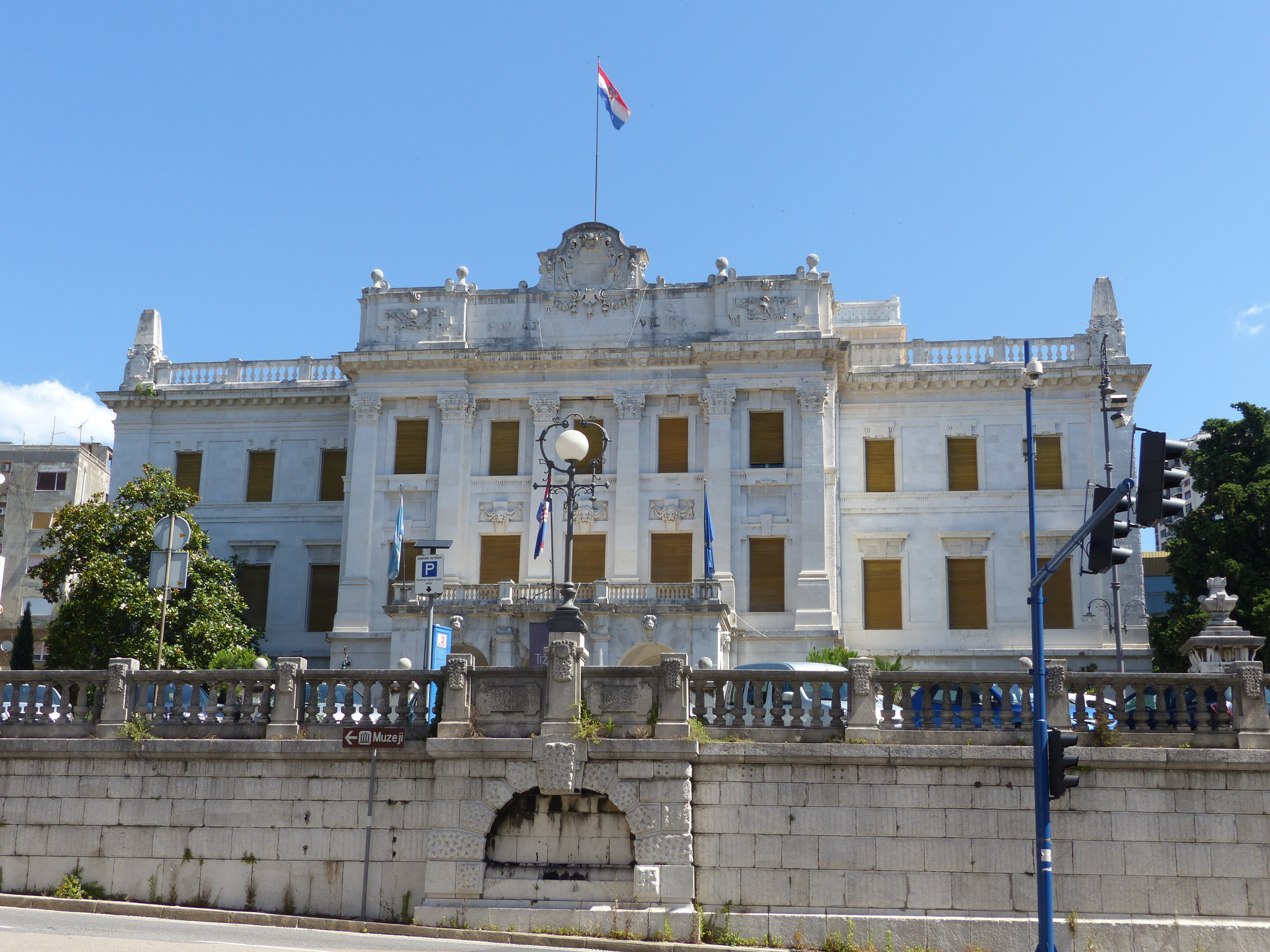
Guvernörspalatset år 2016.

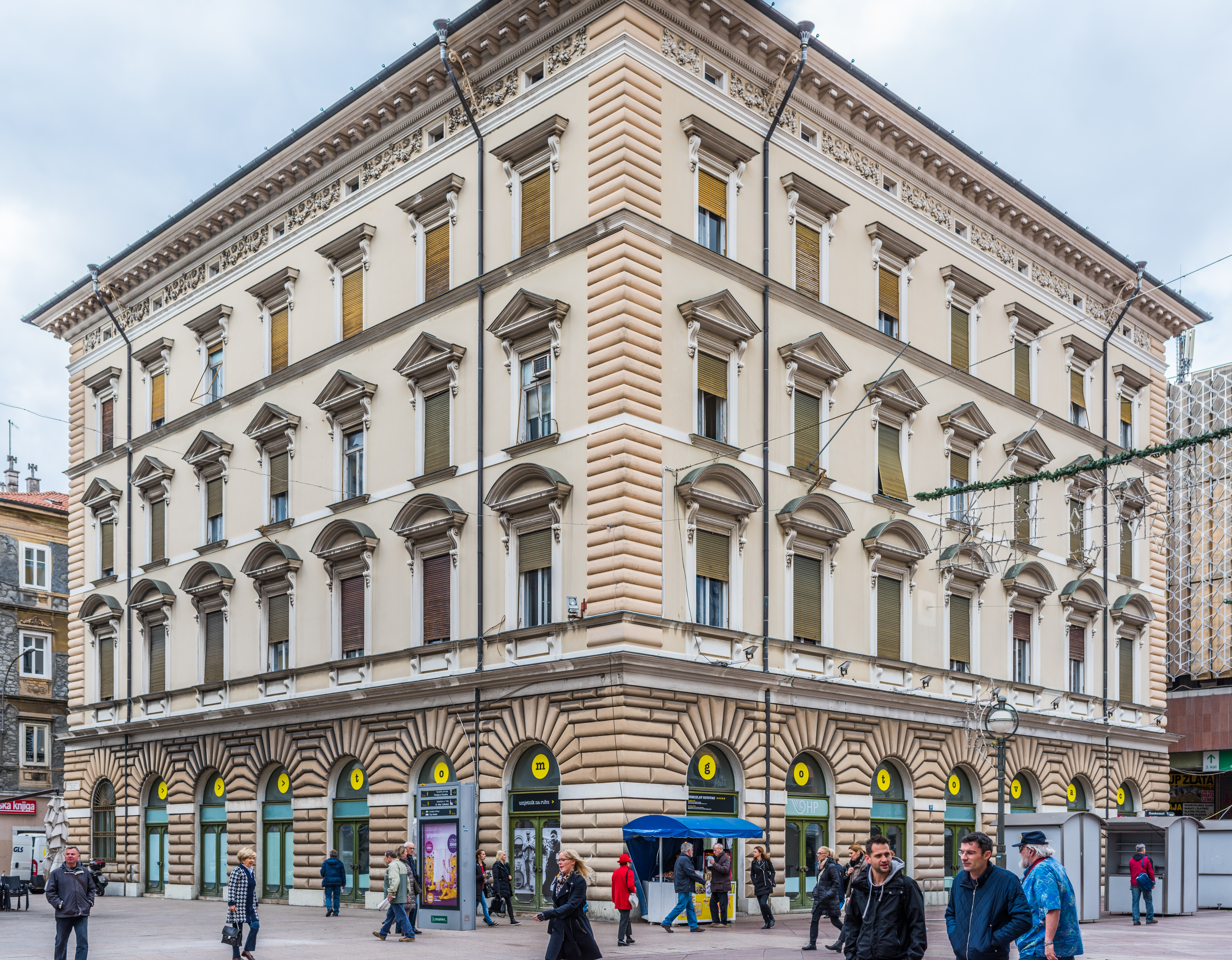
Centralpostspalatset år 2017.

- Trsatborgen – en borg vars äldsta delar är från 1200-talet. Belägen på Trsat-höjden.
- Administrationsbyggnaden – palats uppfört år 1874 i historicistisk stil. Ursprungligen ett hotell. Rymmer idag Primorje-Gorski kotars länsadministration.
- Adriapalatset – palats uppfört år 1897 i högrenässansstil. Idag säte för Kroatiens största rederi – Jadrolinija.
- Casa Veneziana – "Venetianska huset", palats uppfört åren 1883–1896 i historicistisk stil.
- Euroherc-byggnaden – byggnad och landmärke som är en hybrid bestående av det äldre Muchovich-Rinaldi-palatset ursprungligen uppfört år 1890 och en senare tillkommen tillbyggnad i vit marmor och reflekterande glas.
- Guvernörspalatset – palats uppfört åren 1893–1896 i högrenässansstil. Under den österrikisk-ungerska perioden då Rijeka var ett corpus separatum tjänade palatset som den lokale guvernörens officiella residens. Sedan år 1961 rymmer palatset det Kroatiska kustlandets sjöhistoriska museum.
- Justitiepalatset – palats uppfört år 1904 i historicistisk stil. Palatset tjänar som domstol och i en anslutande byggnad finns Rijekas fängelse.
- Centralpostspalatset – palats uppfört år 1887 i nyrenässansstil.[37] Ursprungligen administrativ byggnad för den kungliga ungerska finansförvaltningen. Idag Kroatiska postens huvudbyggnad i Rijeka.[38]
- Modellopalatset – palats uppfört år 1885. Det bär stildrag från Second Empire och var ursprungligen Rijekas sparbanks huvudbyggnad. Idag rymmer lokalerna på markplan Rijekas stadsbibliotek.
- Municipalpalatset – palats i nyklassicistisk stil som år 1873 tillkom som en omfattande ombyggnation av ett tidigare kloster. Palatset har tidigare tjänat som Rijekas stadshus och säte för kommunfullmäktige. Idag har den flera brukare. Bland annat har den regionala och lokala TV-stationen Kanal RI sitt huvudkontor i byggnaden.
- Palac Komuna – palats i Gamla stan ursprungligen uppfört på 1500-talet, därefter tillbyggt i omgångar. Tjänade åren 1532–1838 som stadshus.
- Ploechpalatset – palats uppfört år 1888 i historicistisk stil. Ursprungligen uppfört som privatbostad för den österrikiske mekanikern Annibale Ploech (egentligen Plöch).
- Sockerbrukspalatset – palats uppfört år 1750 med stildrag från barocken och nyklassicismen.[39] Det forna sockerbrukets (verksamt åren 1750–1826[40]) administrativa byggnad. Från år 2020 kommer det att rymma  Rijekas stadsmuseum.
- Turskiska huset – palats uppfört år 1879.[41] Ursprungligen den lokala adelsdamen Antonia Bartolich Galletichs privatbostad. Byggnadens orientaliska stildrag och färgglada nymoriska stil är unik för Rijeka och Kroatien vilket gjort byggnaden till en av stadens sevärdheter.
- Ärkehertig Josefs villa – palats i historicistisk stil som tillkom åren 1892–1895 som en ombyggnad av en äldre konstruktion. Tjänade tidigare som den österrikiske ärkehertig Josefs privata villa. Sedan år 1926 rymmer byggnaden Rijekas statsarkiv.

#### Gator, torg, broar och trappor

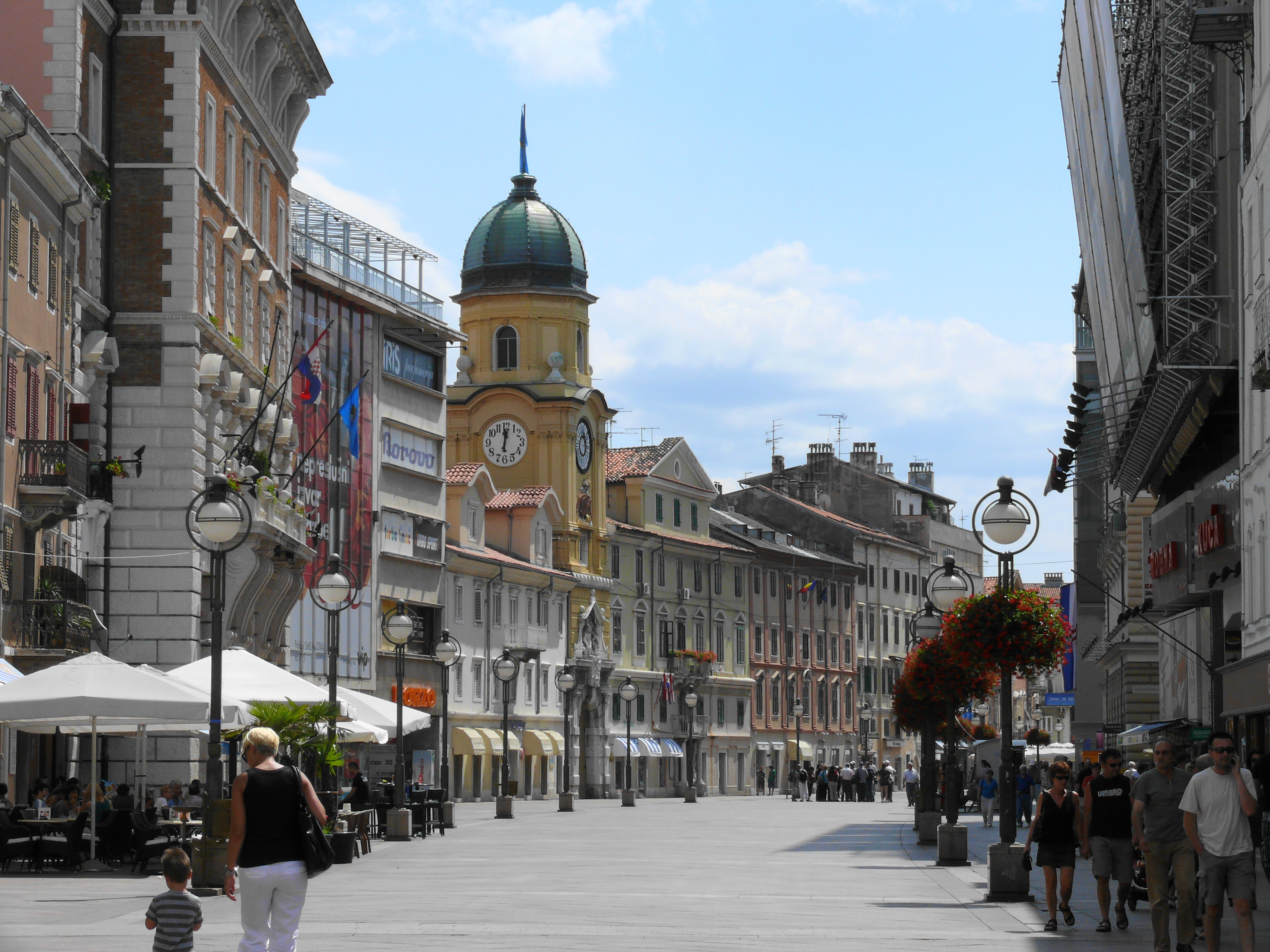
Huvudgågatan Korzo år 2009.

- Ivan Koblers torg – Gamla stans huvudtorg med rötter från medeltiden. Uppkallat efter den lokale advokaten och historikern Ivan (Giovanni) Kobler (1811–1893).
- Korzo – Rijekas främsta gå- och shoppinggata. Gatan började anläggas år 1780 sedan stadsmurarna som tidigare omslöt Gamla stan rivits. Vid gågatan ligger flera av Rijekas mest tongivande byggnader. Gatans kroatiska namn härrör från italienskans "Corso" med betydelsen 'huvudgata'.
- Žabicatorget – "Grodtorget", i folkmun kallad Žabica ("Grodan"), är ett centralt torg och transportnav. Vid torget ligger Rijekas centrala busstation för långfärds- och turistbussar och här ankommer och avgår bussar till/från Rijekas flygplats. Torgets namn kommer från att det vid platsen tidigare stod en fontän med en groda.
- Kroatiska försvararna från Hemlandskrigets bro – Minnesmärke och gångbro över Mrtvi kanal i centrala Rijeka. Invigd år 2001 och tillägnad krigsveteranerna från det kroatiska självständighetskriget (1991–1995).
- Rječina-bron – landmärke och bro över Rječinas kanjon som sammanbinder stadens nordvästra och sydöstra delar. Den norra förbindelsen invigdes år 1988 och den södra förbindelsen år 2009.
- Petar Kružićs trappor – trappor som via en passage i barockstil leder från centrala Rijeka till pilgrimskyrkan Vår Fru av Trsat i stadsdelen Trsat. Trappan började anläggas år 1531 på uppdrag av Petar Kružić, "kaptenen av Klis",   och har idag 561 trappsteg. Trapporna är den kortaste vägen från Rijekas centrum till Trsat.

#### Parker, grönområden och promenadstråk
Rijekas parker och grönområden täcker en yta på 1 528 182 kvadratmeter. Det finns 8 större och 5 mindre parker i staden samt flera grönområden i stadens utkanter.
- Teaterparken – centralt belägen park anlagd år 1875 vid Nationalteatern.[42] I parken finns fontänen "Kugla" (Sfären) som är ett verk från år 1999 av skulptören Dušan Džamonja.[43]
- Mlakaparken – en av Rijekas äldsta parker. Anlagd år 1874 i stadsdelen Mlaka och tidigare känd under sitt italienska namn "Giardino pubblico" (Offentliga trädgården).[44]
- Nikola Hosts park – anlagd på 1800-talet och belägen strax söder om Rijekas naturhistoriska museum. En av stadens äldsta parker. Ursprungligen en botanisk trädgård i ärkehertig Josefs ägo. Sedan år 1996 uppkallad efter Nikola Host (1761–1834) som var en lokal naturhistoriker, botaniker och läkare vid hovet i Wien.[45]
- Vladimir Nazors park – uppkallad efter den kroatiske författaren och poeten Vladimir Nazor (1876–1949). Parken är belägen på kullen norr om Rijekas naturhistoriska museum. Sedan år 2005 finns det en botanisk trädgård i parken.[46]
- Pomerioparken – en 5 000 kvadratmeter stor stadspark belägen strax väster om Nikola Hosts- och Vladimir Nazors park.[47]
- Vår Fru av Trsat-parken – park anlagd år 1927 vid pilgrimskyrkan Vår Fru av Trsat i stadsdelen Trsat.[48]
- Lungomare – promenadstråk som löper längs med havet, från Bivio i stadsdelen Kantrida till Preluk.

#### Religiösa byggnader och platser

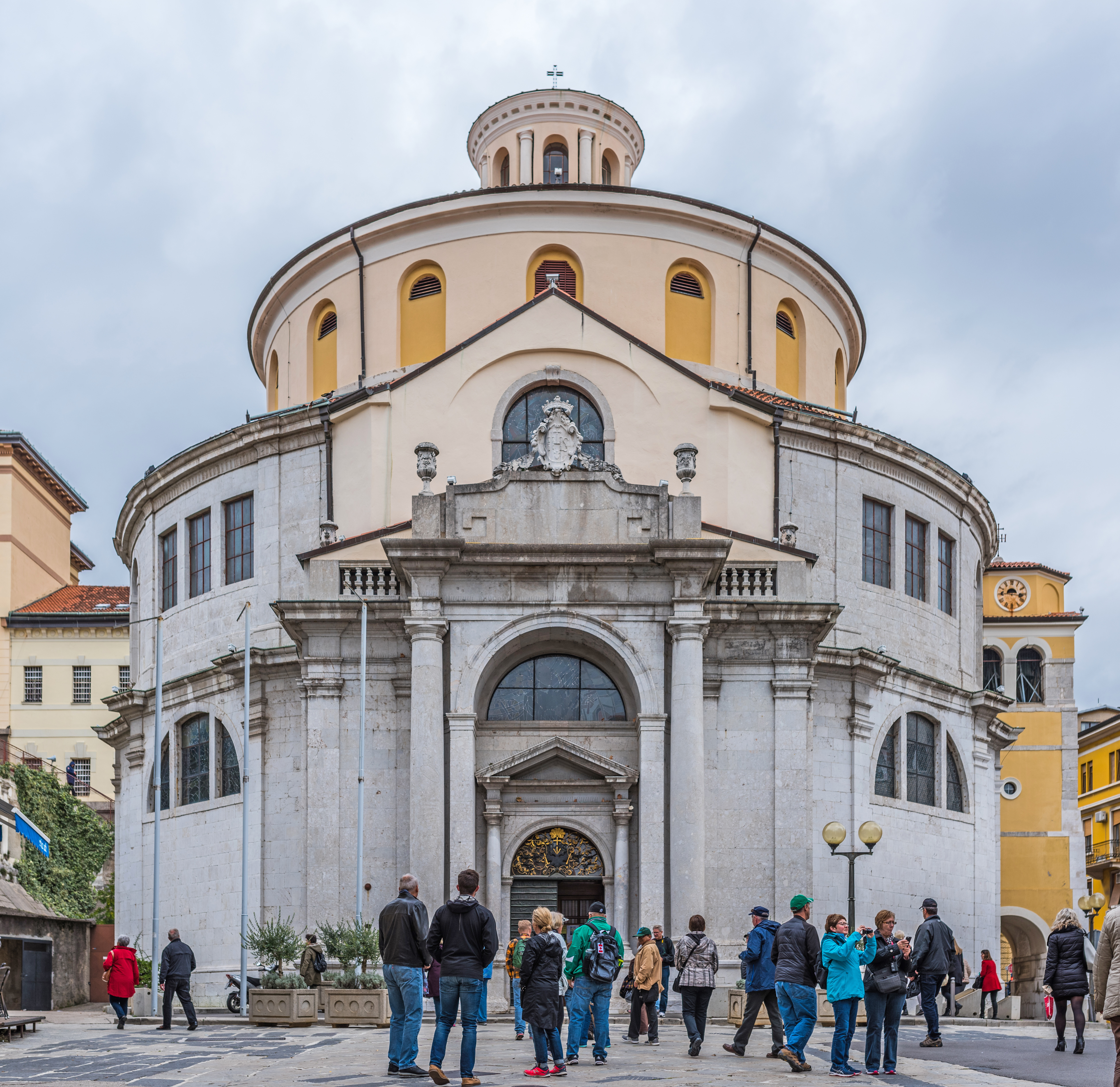
Sankt Vituskatedralen år 2017.

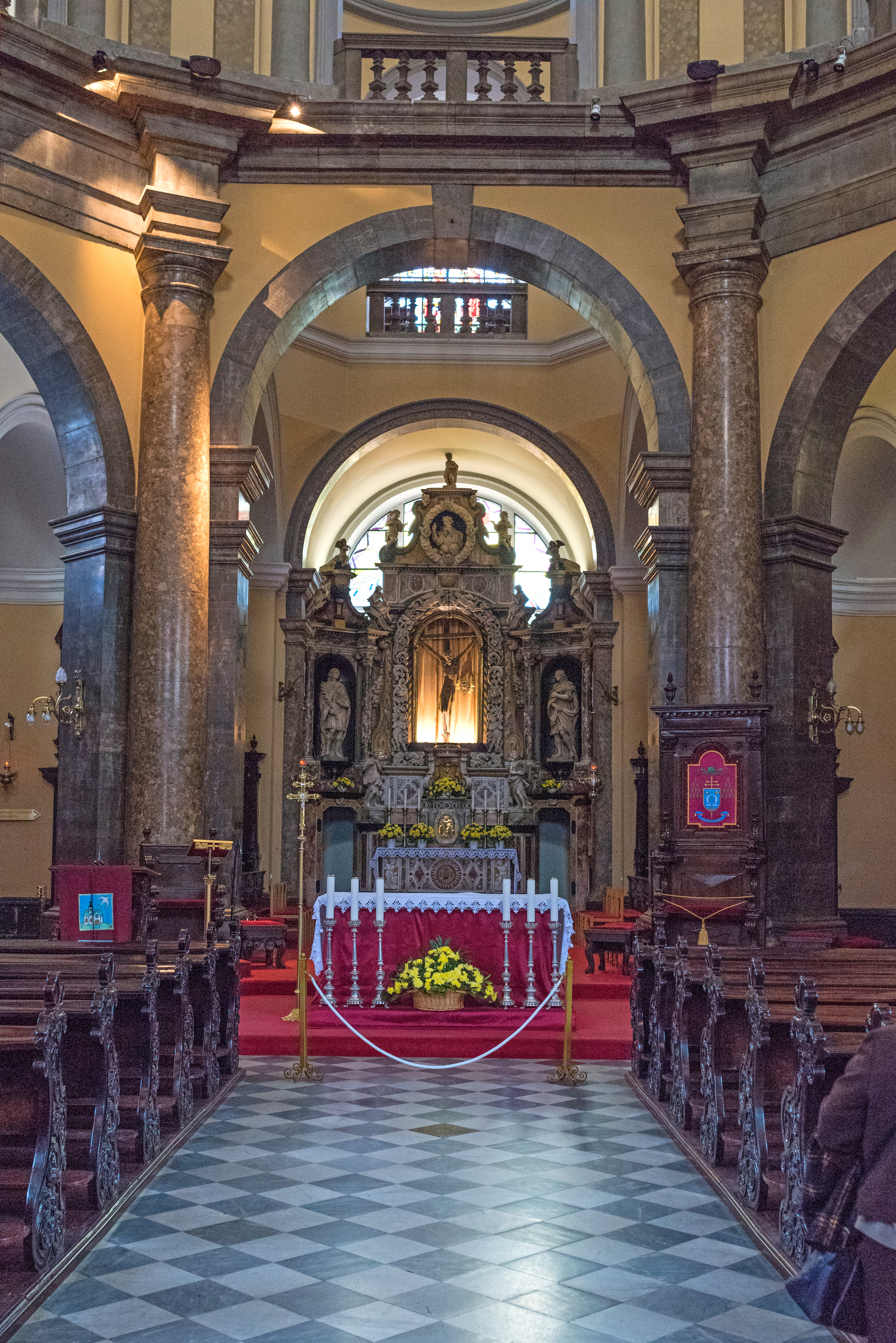
Sankt Vituskatedralen Interiör år 2017

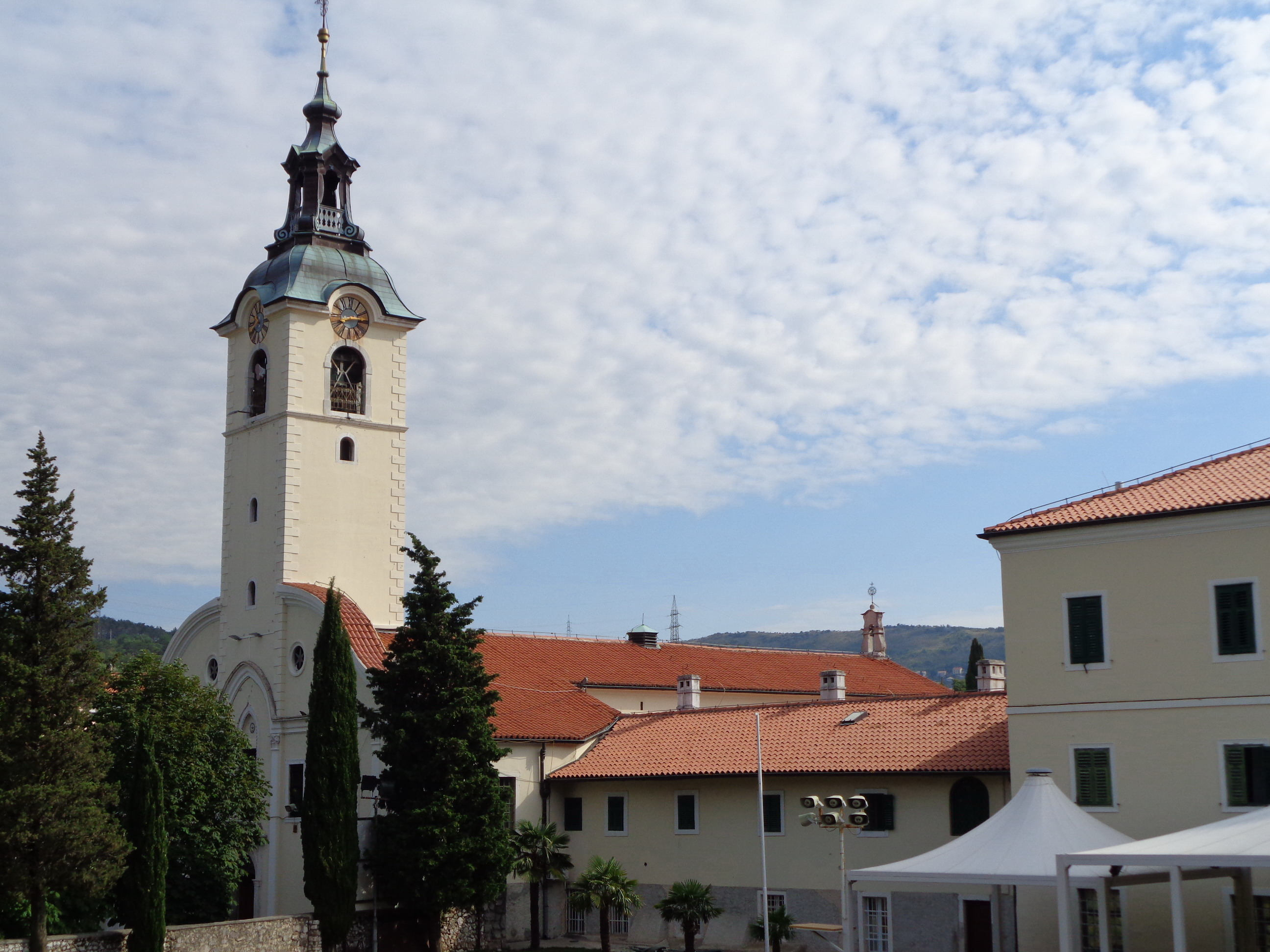
Vår Fru av Trsat-kyrkan år 2016.

- Heliga Jungfru Marie himmelfärds kyrka – romersk-katolsk kyrka i Gamla stan med rötter från medeltiden. Nuvarande utseende i företrädesvis venetiansk barockstil härrör från de sista större ombyggnationerna i slutet av 1600-talet och början av 1700-talet.
- Kapucinkyrkan – romersk-katolsk kyrka vid Žabicatorget uppförd åren 1904–1929 i nygotisk stil. Kyrkobyggnadens fasad är dekorerad med mosaiker och olika stensorter.
- Sankt Fabianus och Sebastians kyrka – romerskt-katolskt kapell i Gamla stan ursprungligen uppfört år 1562 i barockstil. Nuvarande utseende härrör från restaureringen år 1885.
- Sankt Hieronymus kyrka – romersk-katolsk kyrka i Gamla stan ursprungligen invigd år 1363. Nuvarande utseende i barockstil härrör från ombyggnationen år 1768.
- Sankt Nikolai kyrka – stadens enda serbisk-ortodoxa kyrka uppförd år 1790 i nyklassicistisk stil.
- Sankt Romuald och Alla Helgons kyrka – romersk-katolsk kyrka i stadsdelen Kozala invdigd år 1934 i nygotisk stil.
- Sankt Vituskatedralen – Rijekas romersk-katolska katedral. Kyrka och rotunda uppförd åren 1638–1744. Bär stildrag från barocken och är belägen i Gamla stan.
- Vår Fru av Trsat-kyrkan – romersk-katolsk pilgrimskyrka ursprungligen uppförd omkring år 1431. Den är belägen i stadsdelen Trsat och är Kroatiens äldsta Mariakyrka. Flera medlemmar av den under medeltiden inflytelserika adelsätten Frankopan är begravda i kyrkan.
- Kozalakyrkogården – begravningsplats vid Sankt Romuald och Alla Helgons kyrka i stadsdelen Kozala. Begravningsplatsen invigd år 1838 och är sedan år 2006 kulturminnesskyddad på grund av sin monumentala arkitektur och utformning.
- Trsatkyrkogården – kulturminnesskyddad begravningsplats i stadsdelen Trsat. Invigdes år 1901.
- Moskén – Rijekas moské invigdes år 2013 och var då den tredje moskén i ordningen uppförd i Kroatien. Den är Rijekas enda moskébyggnad och tjänar företrädesvis bosniakiska och albanska invandrare som bekänner sig till islam och som bor eller arbetar i Rijeka eller Primorje-Gorski kotars län.
- Synagogan – Rijekas synagoga uppfördes år 1930 och är en av tre kvarvarande synagogor i Kroatien som inte förstördes under Förintelsen.

#### Statyer, skulpturer och offentlig konst

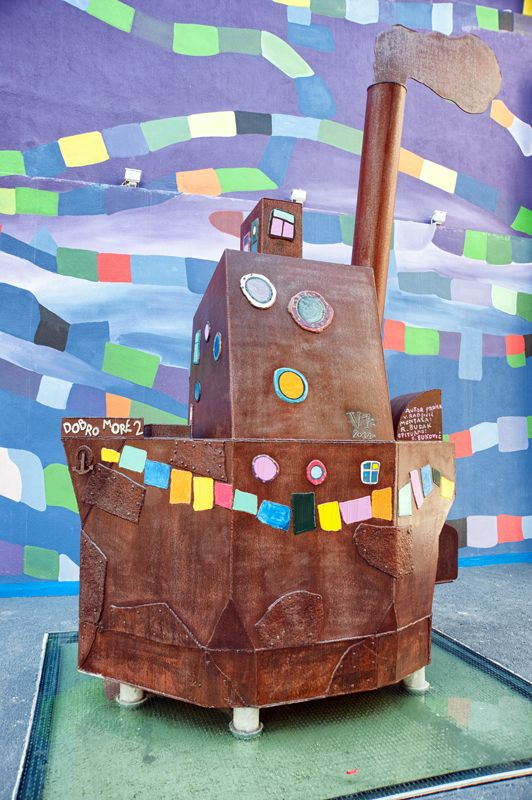
Det färgglada och 500 kilogram tunga konstverket Dobro more i Gamla stan år 2012.

- "Spomenik oslobođenja" (Befrielseminnesmärket) – minnesmärke för Rijekas befrielse från nazitysk ockupation.[50] Minnesmärket, en över 20 meter hög pelare med reliefer och statyer högst upp, är  ett verk av den lokale skulptören Vinko Matković. Det är beläget i området Delta vid Rječina och placerades där den 3 maj 1955, tio år på dagen efter Rijekas befrielse.[51] Platsen för minnesmärket är vald med omsorg. Rječina utgjorde tidigare gränsflod mellan dåtida Fiume och Sušak. I slutet av andra världskriget (1945) utkämpades hårda strider vid gränsområdet Delta där jugoslaviska styrkor slutligen betvingade nazityska enheter till kapitulation.
- "Stari kolodrob" (Gamla papperskvarnen) – fontän med modell av en papperskvarn som står på Ivan Koblers torg i Gamla stan. Ett verk från år 1974 av arkitekten Igor Emili tillägnat stadens forna papperstillverkningsindustri.[43]
- "Kugla" (Sfären) – en fontän med en sfär. Belägen på Teatertorget vid Nationalteatern. Ett verk från år 1999 av skulptören Dušan Džamonja.[43]
- "Val" (Vågen) – skulptur belägen vid Modellopalatset. En gåva till staden Rijeka och ett verk från år 2004 av Belizar Bahorić.[43]
- "Trsatski hodočasnik" (Trsatisk pilgrim) – en staty vid pilgrimsområdet i Trsat föreställande en knäböjande Johannes Paulus II. Statyn är ett verk från år 2005 av konstnären Ante Jurkić. Den tillkom efter påve Johannes Paulus II besök på platsen år 2003.
- "Hodač" (Flanören) – staty föreställande en människofigur på språng som står på huvudgågatan Korzo. Ett verk från år 2009 av skulptören Ivan Kožarić.[43]
- "Pramac broda" (Båtbogen) – minnesmärke föreställande en bog. Ett verk från år 2005 och en gåva från varvsarbetarna vid skeppsvarvet 3. Maj med anledning av 60-årsjubileet för stadens befrielse från nazitysk ockupation (3 maj 1945) och 100-årsjubileet för skeppsvarvets grundande (1905). Minnesmärket är beläget i stadsdelen Sveti Nikola (Krnjevo).[43]
- "Dobro more" (Goda havet) – omisskänneligt konstverk vid Paulinertorget i Gamla stan föreställande en båt. Ett verk från år 2012 av den lokale skulptören Vjekoslav Vojo Radoičić. Konstverket är en lekfull och färggrann installation i metall och akrylfärg föreställande en båt. Den väger 500 kilogram och är drygt 4 meter hög och 2 meter bred.[49]

### Kultur, nöjen och idrott

#### Evenemang

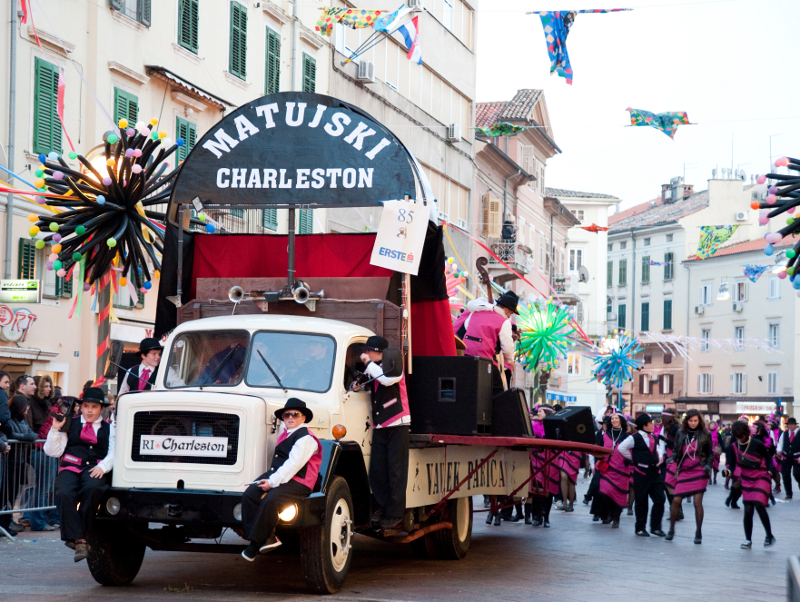
Karnevalsparaden år 2010.

Rijeka med omgivningar har en lång karnevalstradition. Till ett av de större årligen återkommande evenemangen i staden hör Rijekas karneval. Sett till antalet deltagare och besökare hör karnevalen till en av de större karnevalerna i Europa. Till de årligen återkommande evenemangen hör även den internationella regattan Fiumanka.

#### Insignier och symboler
I formell mening representeras staden Rijeka av ett stadsvapen, en officiell stadsflagga, en informell högtidlig flagga (stadens historiska trikolor) och stadshymnen Najdraža Rijeko ("Mitt käraste Rijeka"). Rijekas stadstorn avbildat i grafisk form utgör ibland, i synnerhet turistiska och kulturella sammanhang, en informell symbol. 
Rijekas historiska stadsvapen återinfördes år 1998 och baseras med några få undantag på det ursprungliga vapen som år 1656 tilldelades staden av den kroatiske kungen och tysk-romerske kejsaren Leopold I. Stadsvapnet och i synnerhet den år 1998 antagna stadsflaggan har varit föremål för återkommande polemik mellan lokalstyret och kroatiska förvaltningsdepartementet som trots ett enhetligt partiöverskridande förslag från Rijekas stadsfullmäktige upprepade gånger har vägrat att godkänna den stadsflagga (en trikolor i karminrött, gyllengult och koboltblått) som var i officiellt bruk åren 1870–1947 men som utformats och använts sedan år 1848. År 2016 avslog myndigheten staden Rijekas begäran att få återinföra den historiska flaggan. Myndigheten motiverade då beslutet med att flaggan är opassande ur ett historiskt perspektiv då den var i bruk under en period då Rijekas politiska tillhörighet och status var föremål för en dispyt. Vidare motiverades beslutet med att trikoloren inte är den enda flagga som historiskt använts som symbol för Rijeka. Det är första gången i Kroatien som myndigheten har intervenerat och avslagit en stads (eller kommuns) begäran att få använda sig av en historisk symbol. I ett tidigare utlåtande från år 1998 avslog myndigheten begäran att få återinföra flaggan med motiveringen att den används av en italiensk irredentistisk organisation.
| Flagga | Förklaring |
| ------ | --- |
|        | Staden Rijekas nuvarande stadsflagga med stadsvapen antogs som en kompromiss av stadsfullmäktige år 1998. I april år 2005 initierade stadsfullmäktige en process med syfte att återinföra Rijekas historiska symboler.                                                               |
|        | Rijekas stadsfullmäktiges förslag till ny stadsflagga. Trikoloren med rötter från år 1848, med eller utan vapen, var med kortare avbrott i officiellt bruk åren 1870–1947. Stadsvapnet är en kompromiss. Det liknar det historiska stadsvapnet men saknar kejserlig krona och devis. |

Genom ett beslut i Rijekas stadsfullmäktige år 2020 antogs den historiska trikoloren som "staden Rijekas högtidliga flagga". Den kroatiska lagstiftningen erkänner att städer och kommuner bredvid sina officiella flaggor även har en högtidlig flagga. Till skillnad från de officiella stadsflaggorna står de informella högtidliga flaggorna inte under förvaltningsdepartementet jurisdiktion vilket ger städerna och kommunerna friare händer gällande flaggornas utformning. Med anledning av detta antogs den historiska trikoloren med alla sina attribut inklusive kejserlig krona och den latinska devisen indeficienter ("outtömlig") som stadens högtidliga flagga.

#### Institutioner och media

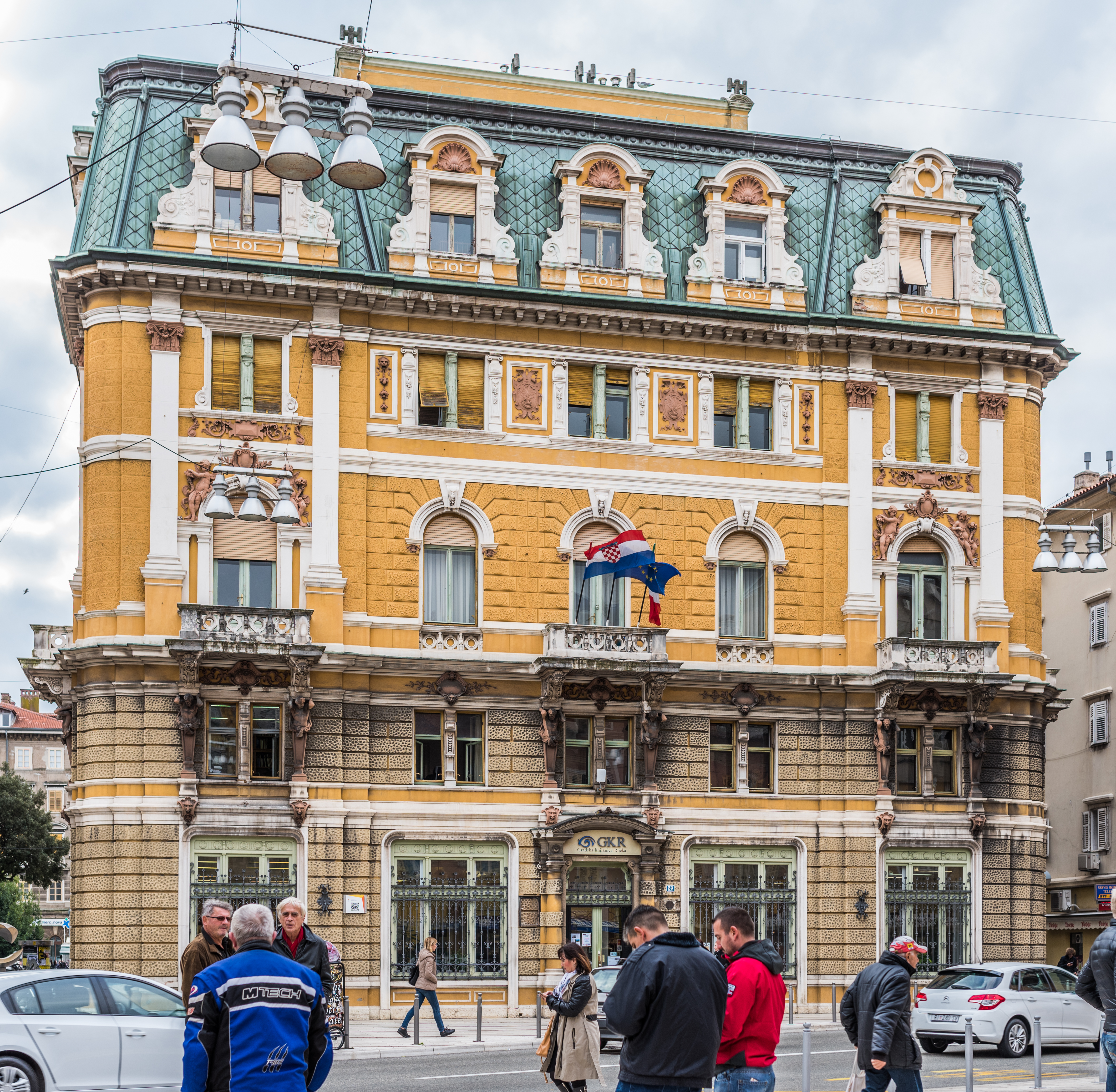
Modellopalatset i centrala Rijeka rymmer Rijekas stadsbibliotek.

I Rijeka finns två offentliga bibliotek: Rijekas stadsbibliotek har sin huvudlokal i Modellopalatset i centrala Rijeka och underavdelningar i stadsdelarna Drenova, Turnić, Zamet, Trsat och kommunen Čavle. Därtill har biblioteket en stadsbiblioteksbuss och en länsbiblioteksbuss där invånare i Rijeka och  i Primorje-Gorski kotars län kan hyra böcker. Stadens andra offentliga bibliotek är Rijekas universitetsbibliotek som liksom stadsbiblioteket är beläget i den centrala delen av staden.  
Novi list (Nya bladet) är en dagstidning som har sin huvudredaktion i Rijeka. Den började utges år 1900 och distribueras idag över hela Kroatien. Novi list har i politisk mening en center–vänster-profil och är landets äldsta dagstidning. I samma byggnad som Novi list har Kroatiens enda italienskspråkiga dagstidning La Voce del Popolo (Folkets röst) sin huvudredaktion. Den riktar sig till och läses huvudsakligen av den italienska minoriteten och italiensktalande människor i Rijeka, Kvarnerviken, det kroatiska, slovenska och italienska Istrien samt Dalmatien. Därtill läses den av italiensktalande turister och besökare i Kroatien.
Kanal Ri är en lokal och regional TV-station med huvudsäte i Municipalpalatset. TV-stationen grundades år 1999 och sänder TV-program med lokal och regional anknytning.

#### Kulturella uttryck
Rijeka har genom sin historia legat i korsvägen för de latinska, slaviska och germanska kulturerna. Staden har dominerats av italienare, kroater, österrikare och ungrare och den diversifierade lokala kulturen har på olika sätt präglats av alla dessa kulturer. I modern tid har senare tillkomna folkgrupper, företrädesvis arbetskraftsinvandrare från delar av det forna Jugoslavien (albaner, bosniaker, serber, slovener etcetera), lämnat avtryck (om än i mindre utsträckning) på den lokala kulturella mosaiken. 
Staden är etniskt relativt homogen. I folkräkningen år 2011 uppgav 82,52 procent av befolkningen att de är kroater. Mot bakgrund av stadens turbulenta 1900-talshistoria med totalitära styrelseskick (fascism och kommunism), demografiska förändringar spunna ur politiska och etniska spänningar, förespråkar det lokala politiska etablissemanget idag kulturell pluralism, öppenhet och tolerans. Inför värdskapet som europeisk kulturhuvudstad år 2020 valde staden att marknadsföra sig med devisen "mångfaldens hamn" för att belysa dessa värden.        
Rijeka är centralort vid Kvarnerviken – en region som vanligtvis räknas som en del av centrala Kroatien men som ibland framhålls som en säregen region, kulturellt präglad av sin mellaneuropeiska historia och med sitt läge vid Adriatiska havet formad och färgad av den mediterranska kulturen. Som centralort i Kvarnerområdet delar Rijeka till stora delar samma kultur och traditioner som de kransorter som ligger i stadens geografiska närhet och som räknas till Kvarnerområdet.
Den lokala moderna folkmusiken är influerad av både medelhavsområdet och de alpina länderna. I Rijeka-området spelas mandoliner, gitarrer och andra stråkinstrument som karaktäriserar musiken vid kusten likväl som dragspel och polkor av den typ som associeras med det alpina området. Till de unika kulturella uttrycken i Rijeka och dess närområde räknas bland annat tillverkning av det autoktona folksmycket morčić liksom den på Unescos lista över mänsklighetens immateriella kulturarv upptagna zvončari-traditionen. Karnevalstraditionen är stark i hela området och i Rijeka hålls årligen (sett till antalet deltagare och besökare) Kroatiens största och ett av Europas största karnevaler – Rijekas karneval.         

#### Museer, gallerier och utställningar
I Rijeka finns sju allmänna museer: Museet för modern och samtida konst, Naturhistoriska museet, Sjöhistoriska museet, Stadsmuseet, Datormuseet, Barndomsmuseet samt friluftsmuseet Principia.

#### Sportutövning och sportanläggningar

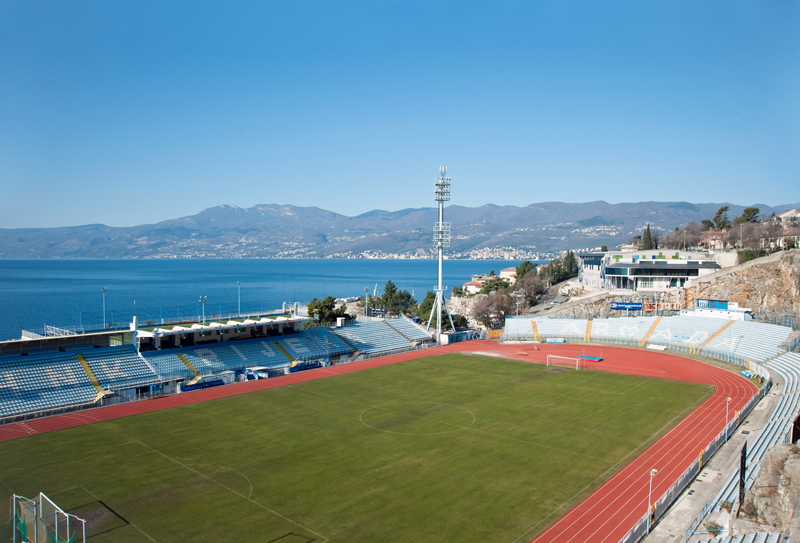
Kantridastadion år 2012. Rijekas största fotbollsanläggning och ett av stadens landmärken.

I Rijeka finns flera aktiva sportklubbar och organisationer. Mer än 25 000 stadsinvånare deltar i olika sportaktiviteter. Av dessa är 17 000 aktiva idrottare varav 6 400 är registrerade idrottare. 5 000 invånare är medlemmar i sport- eller studentsportklubbar och 450 är idrottare med funktionshinder. Lokala idrottare är medlemmar i en eller flera av de 222 idrottsföreningar som finns registrerade i staden och ingår i Rijekas sportfederation. I Rijeka finns 350 registrerade idrottslag som utövar 48 sportgrenar och discipliner. Åldersstrukturen hos den sportutövande befolkningen är fördelad så att 55 procent utgörs av barn och ungdomar, 30 procent av junioridrottare och 15 procent av seniorer. En majoritet (65 procent) av idrottarna är män.
Fotboll är den största publika sporten och hemmalaget HNK Rijeka har spelat i Prva HNL (den högsta divisionen i fotboll i Kroatien för klubblag på herrsidan) sedan ligans grundande år 1992. Andra framstående lokala sportklubbar inkluderar bland annat VK Primorje (vattenpolo), KK Kvarner 2010 (basket), HNK Orijent 1919 (fotboll) och RK Zamet (handboll). 

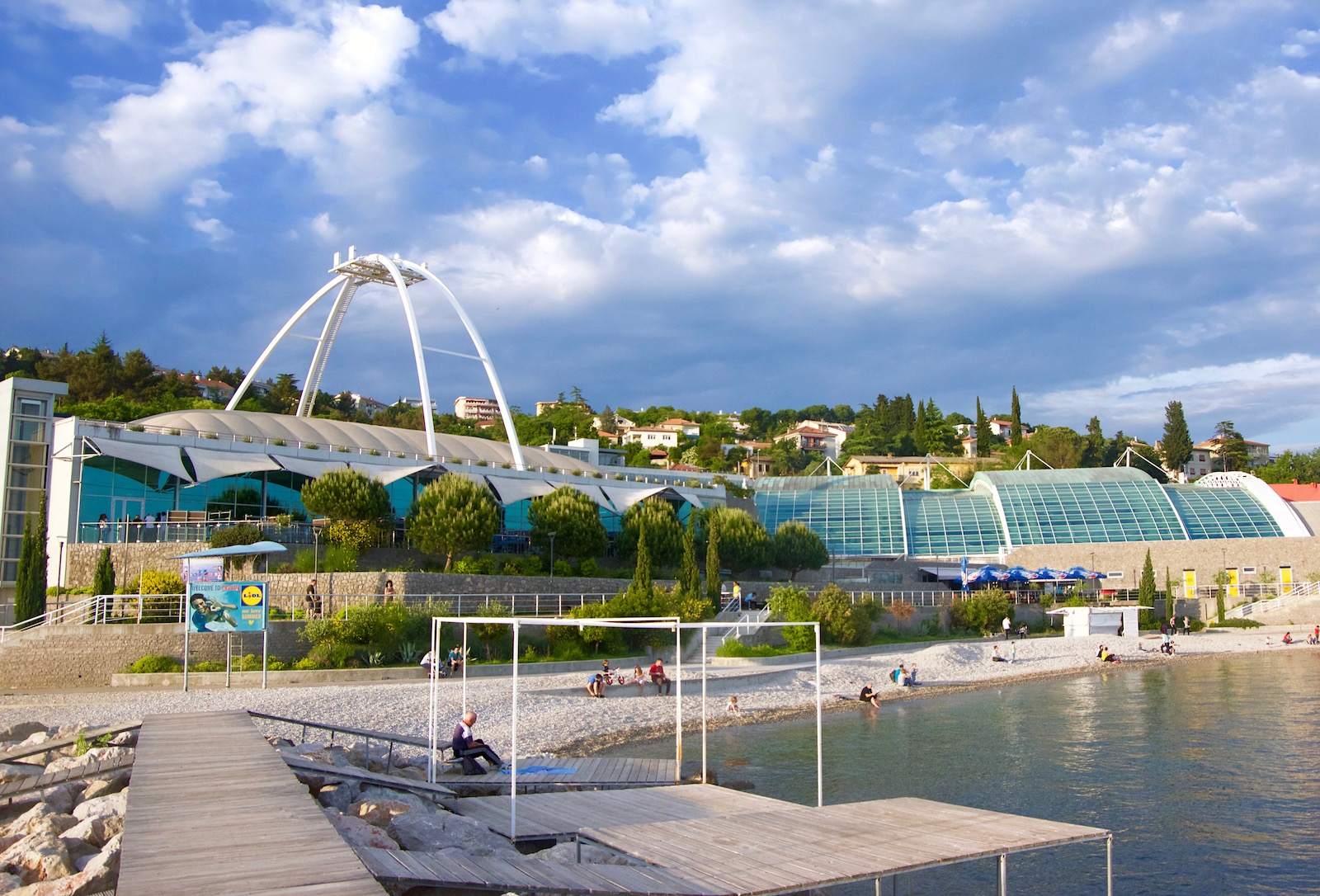
Kantridabassängerna år 2018.

Platser, områden och ytor för sportutövning i Rijeka upptar en area på totalt 187 000 kvadratmeter. Stadens främsta och största sportanläggningar underhålls och administreras av det kommunala bolaget Rijeka sport. Stadens främsta sportobjekt är (urval):
- Kantridastadion – uppförd år 1913 och belägen vid i havet i stadsdelen Kantrida. Det lokala fotbollslaget HNK Rijekas hemmaarena.[64]
- Kantridabassängerna – sportkomplex bestående av fem simbassänger ämnade för sport, rekreation och nöje invigda år 2008 i stadsdelen Kantrida.[65]
- Kantridas atletiska hall – sporthall i stadsdelen Kantrida invigd år 2010.[66]
- Rujevicastadion – fotbollsanläggning i stadsdelen Rujevica invigd år 2015.
- Zamet sporthall – sporthall i stadsdelen Zamet invigd år 2009.[67]

Drygt 30 kilometer nordost om Rijeka ligger rekreations- och skidområdet Platak. Under sommarmånaderna utnyttjas området av bland annat cyklister och bergsvandrare. Under vintermånaderna öppnar skidbackarna i Plataks skidcentrum där besökare kan utöva alpina skidsporter.
Rijeka har stått värd för flera nationella och internationella tävlingar och mästerskap, däribland Europamästerskapen i kortbanesimning 2008 och Europamästerskapet i handboll för herrar 2000.

#### Teatrar och biografer

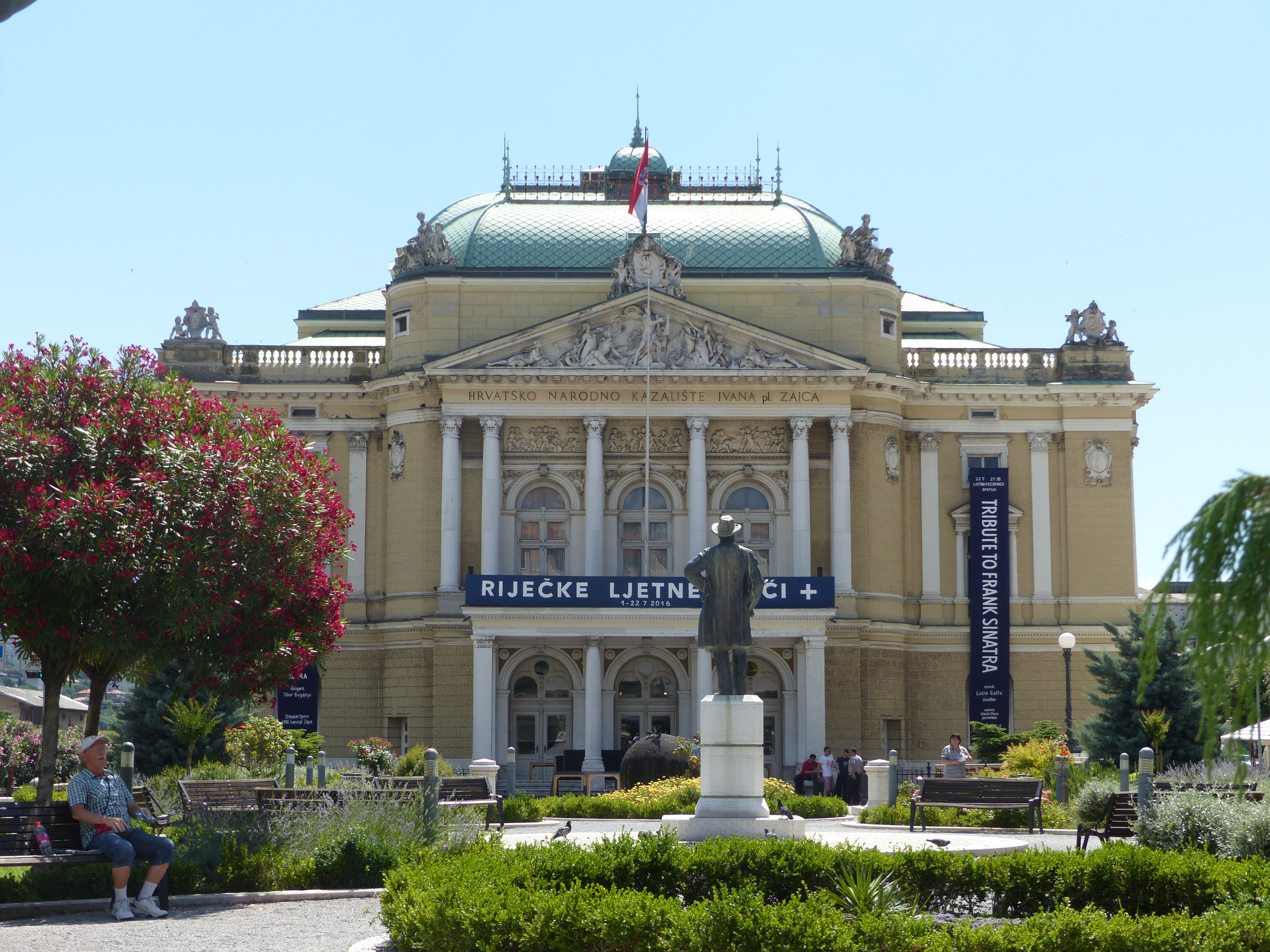
Kroatiska nationalteatern i Rijeka år 2016 – Rijekas främsta scen för opera och balett.

Kroatiska nationalteatern i Rijeka invigdes år 1885 och är stadens främsta scen för opera och balett. Rijekas stadsdockteater etablerades år 1960 och är belägen i byggnad i den centrala delen av staden. Därtill organiseras kulturella evenemang såsom teater- och orkesterspelningar i den historiska kulturbyggnaden Filodrammatica som brukas av diverse kulturföreningar. Art-kino Croatia är stadens mest centrala biograf. Biografen CineStar Rijeka är belägen i köpcentret Tower Center Rijeka.

### Hälsa och sjukvård
Rijekas kliniska sjukvårdscenter är Rijekas och nordvästra Kroatiens centrala sjukhus. Sjukhusets huvudbyggnad är belägen i centrala Rijeka och underavdelningar finns i stadsdelarna Kantrida och Sušak. Sjukhuset är ett av landets fem kliniska sjukhuscenter och upptagningsområdet omfattar tre län som tillsammans har drygt 600 000 invånare. Vårdirättningen har 3 082 anställda och plats för 1 069 patienter. Vid sjukhuset vårdas årligen 45 000 patienter som tillsammans upptar 300 000 sjukhusdagar.
Rijekas kliniska sjukvårdscenter bedriver undervisning och är en vetenskaplig forskningsbas för den medicinska fakulteten vid Rijekas universitet. Vårdinrättningen har högspecialiserad sjukvård inom flertal områden och genomför bland annat olika typer av organtransplantationer.

### Utbildning och forskning

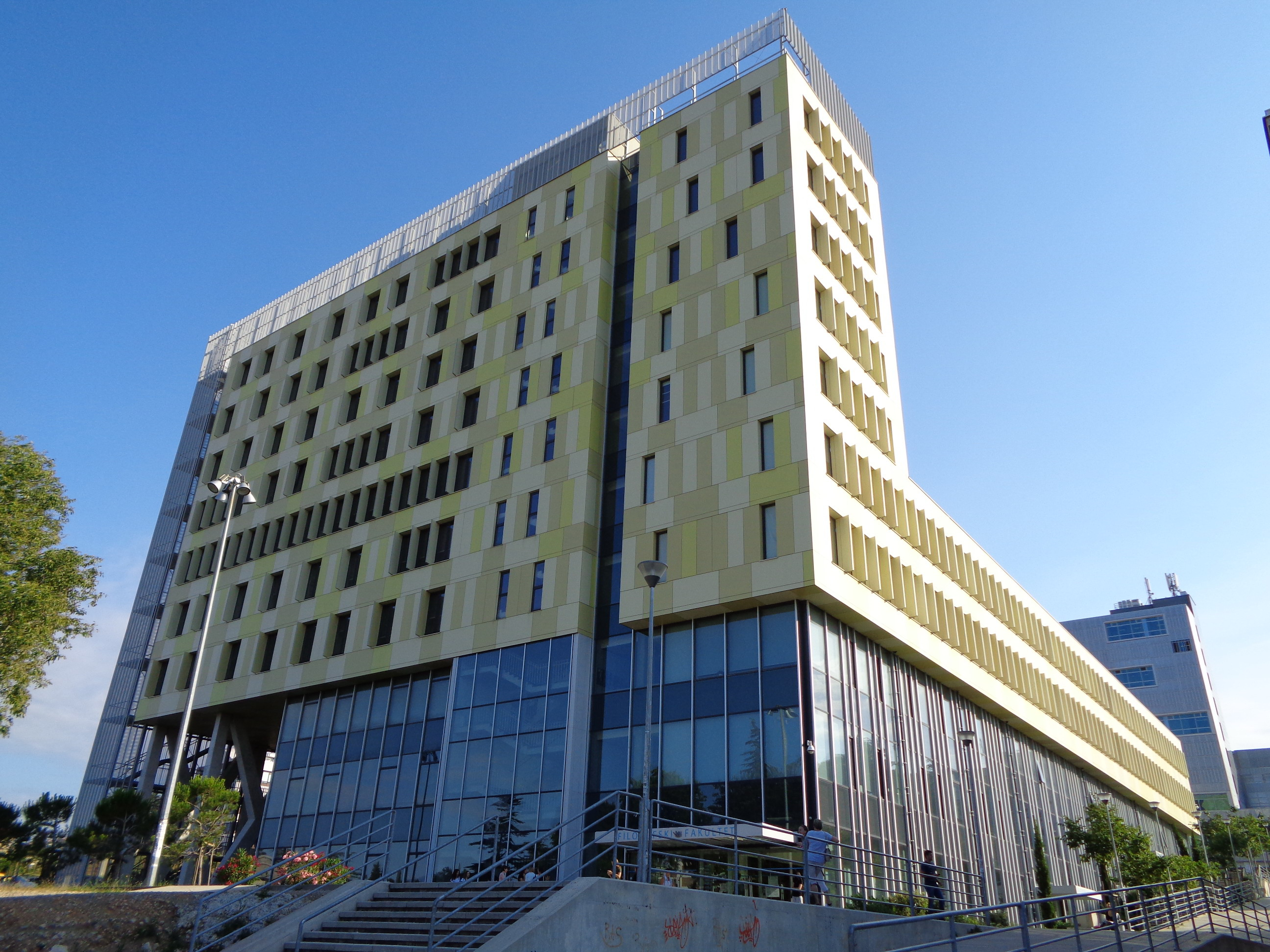
Filosofiska fakultetens byggnad år 2015.

I Rijeka finns flera förskolor, 28 grundskolor, 21 gymnasieskolor, en teknisk högskola, en handelshögskola och ett universitet. Därtill organiserar staden vuxenutbildningar och fristående kurser för vuxna. I 6 förskolor, 4 grundskolor och en gymnasieskola (Rijekas italienska gymnasieskola) talas och undervisas det på italienska. Dessutom har en del av stadens skolor undervisning på minoritetsspråken albanska, makedonska, slovenska och tjeckiska.
Rijekas universitet etablerades år 1973 men spår sina anor från år 1627 då jesuiterna grundade en skola för högre utbildning i staden. Universitetet har elva fakulteter och plats för 11 500 studenter. Rijekas tekniska högskola etablerades år 1998 och har utbildningar och program i tekniska ämnen. Den privatägda Handelshögskolan PAR etablerades år 2011.
Vid Rijekas kliniska sjukvårdscenter (stadens centrala sjukhus) bedrivs undervisning och forskning i medicinska ämnen.
I stadsdelen Gornja Vežica finns Rijekas astronomiska centrum som är ett amatörastronomiskt observatorium öppet för allmänheten.

## Kända personligheter från Rijeka (urval)
| Den kroatisk-svenska professorn Danica Kragić Jensfelt (vänster) och författarinnan Slavenka Drakulić är båda födda i Rijeka men bosatta (eller delvis bosatta) i Sverige. |  | Den kroatisk-svenska professorn Danica Kragić Jensfelt (vänster) och författarinnan Slavenka Drakulić är båda födda i Rijeka men bosatta (eller delvis bosatta) i Sverige. |
| Den kroatisk-svenska professorn Danica Kragić Jensfelt (vänster) och författarinnan Slavenka Drakulić är båda födda i Rijeka men bosatta (eller delvis bosatta) i Sverige. |  | |

- Josip Bozanić (1949–) – romersk-katolsk ärkebiskop och kardinal
- Mihaly Csikszentmihalyi (1934–) – professor
- Slavenka Drakulić (1949–) – författare
- Mirza Džomba (1977–) – handbollsspelare
- Kolinda Grabar-Kitarović (1968–) – utrikesminister och det självständiga Kroatiens fjärde president
- Jakov Fak (1987–) – skidskytt
- Matea Ferk (1987–) – alpin skidåkare
- Ödön von Horváth (1901–1938) – författare och dramatiker
- János Kádár (1912–1989) – politiker
- Danica Kragić Jensfelt (1971–)[81] – kroatisk-svensk professor i datalogi
- Ana Jelušić (1986–) – alpin skidåkare
- Martina Majerle (1980–) – sångare
- Rodolfo Volk (1906–1983) – fotbollsspelare
- Ivan Zajc (1832–1914) – kompositör

## Internationella relationer

### Utländska konsulat
- Danmark
- Finland
- Italien
- Nordmakedonien
- Marocko
- Norge
- Rumänien
- Serbien
- Sverige
- Tjeckien
- Ungern
- Österrike

* Källa: Pgz.hr – Primorje-Gorski kotars läns officiella webbplats. Läst 21 oktober 2017. (engelska)

### Vänorter och internationellt samarbete
- Kawasaki (Japan), sedan 1977/1980/1999.
- Rostock (Tyskland), sedan 1974/2002.
- Faenza (Italien), sedan 1983.
- Neuss (Tyskland), sedan 1990.
- Csepel (Ungern), sedan 1997.
- Qingdao (Kina), sedan 1999.
- Ljubljana (Slovenien), sedan 2000.
- Este (Italien), sedan 2004.
- Genua (Italien), sedan 2004.
- Dalian (Kina), sedan 2006.
- Burgas (Bulgarien), sedan 2008.
- Bitola (Nordmakedonien), sedan 2009.
- Cetinje (Montenegro), sedan 2010.
- Ningbo (Kina), sedan 2010.
- Novi Sad (Serbien), sedan 2010.
- Rom (Italien), sedan 2010.
- Trieste (Italien), sedan 2010.
- Karlsruhe (Tyskland), sedan 1974/2002.

* Källa: Rijeka.hr – Staden Rijekas officiella webbplats. Läst 21 oktober 2017. (engelska)

## Trivia
- Vid Titanics förlisning den 15 april 1912 var ångfartyget RMS Carpathia med rutten New York–Rijeka det första fartyg som kom till Titanics undsättning.[85]
- Under åren 1918–1991 tillhörde Rijeka åtta olika statsbildningar. Teoretiskt sett kan en person född i Rijeka år 1917 ha innehaft åtta olika pass utan att någonsin ha flyttat från staden.

## Bildgalleri

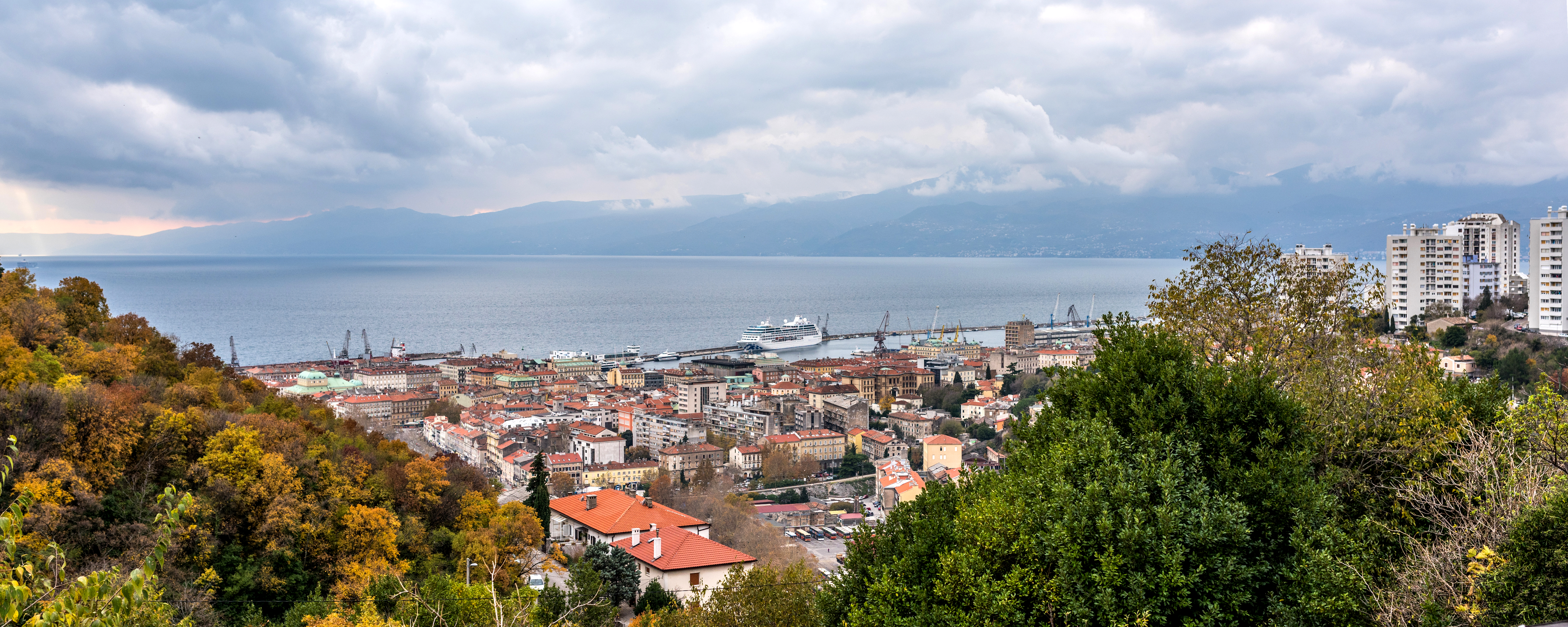
Vy från Trsatborgen mot centrum.
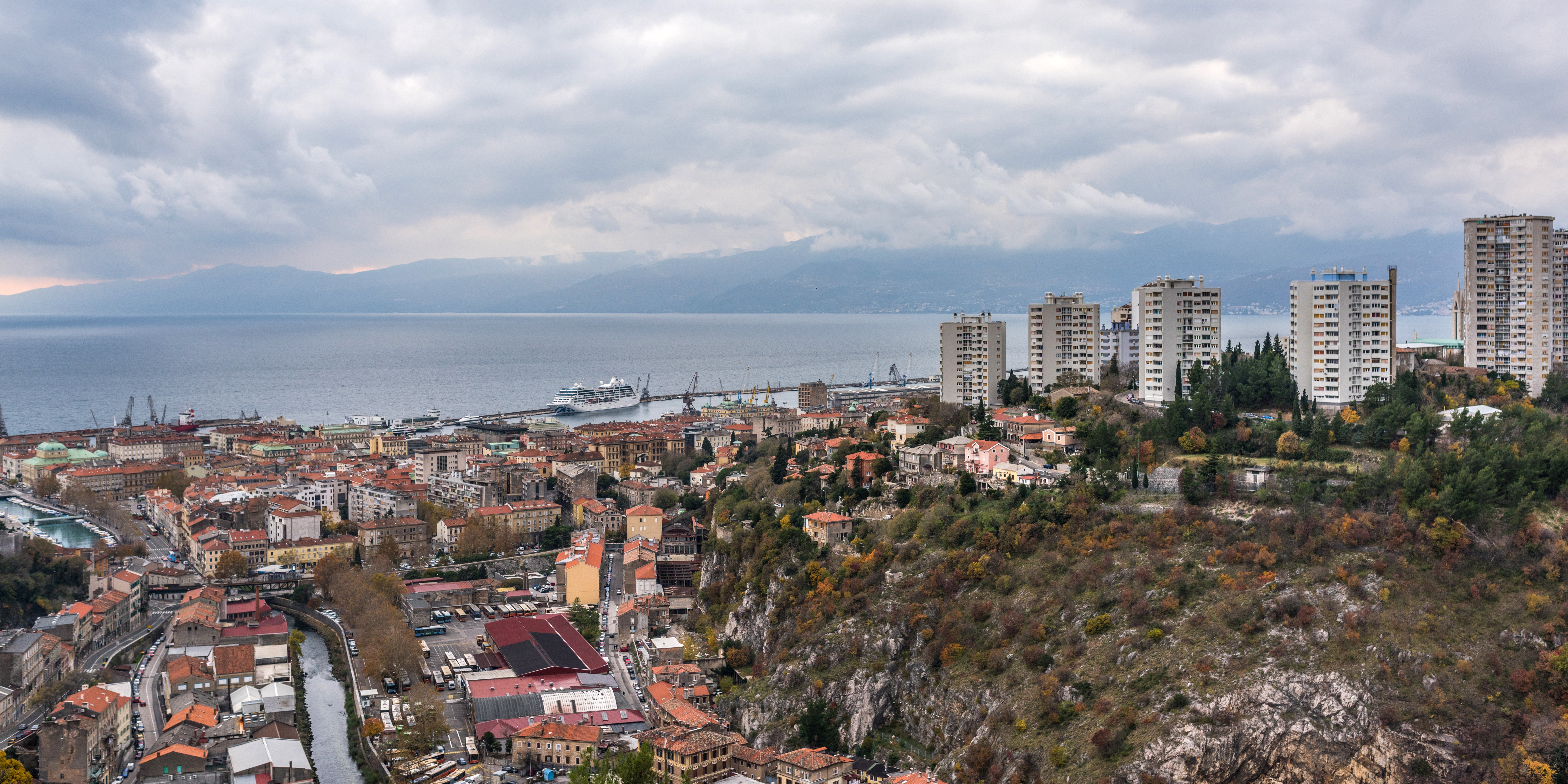
Vy från Trsatborgen mot centrum.
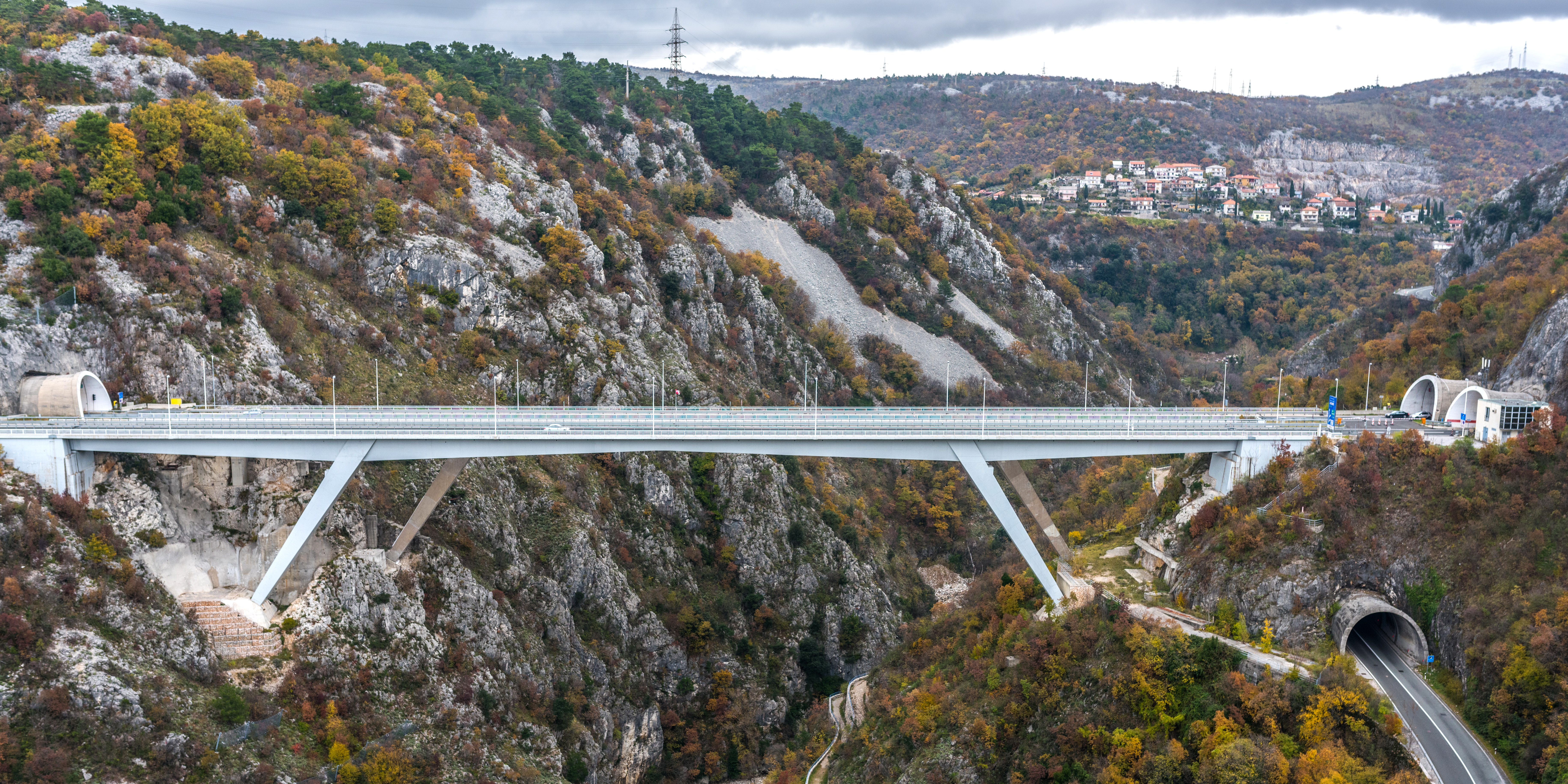
Rječina-bron
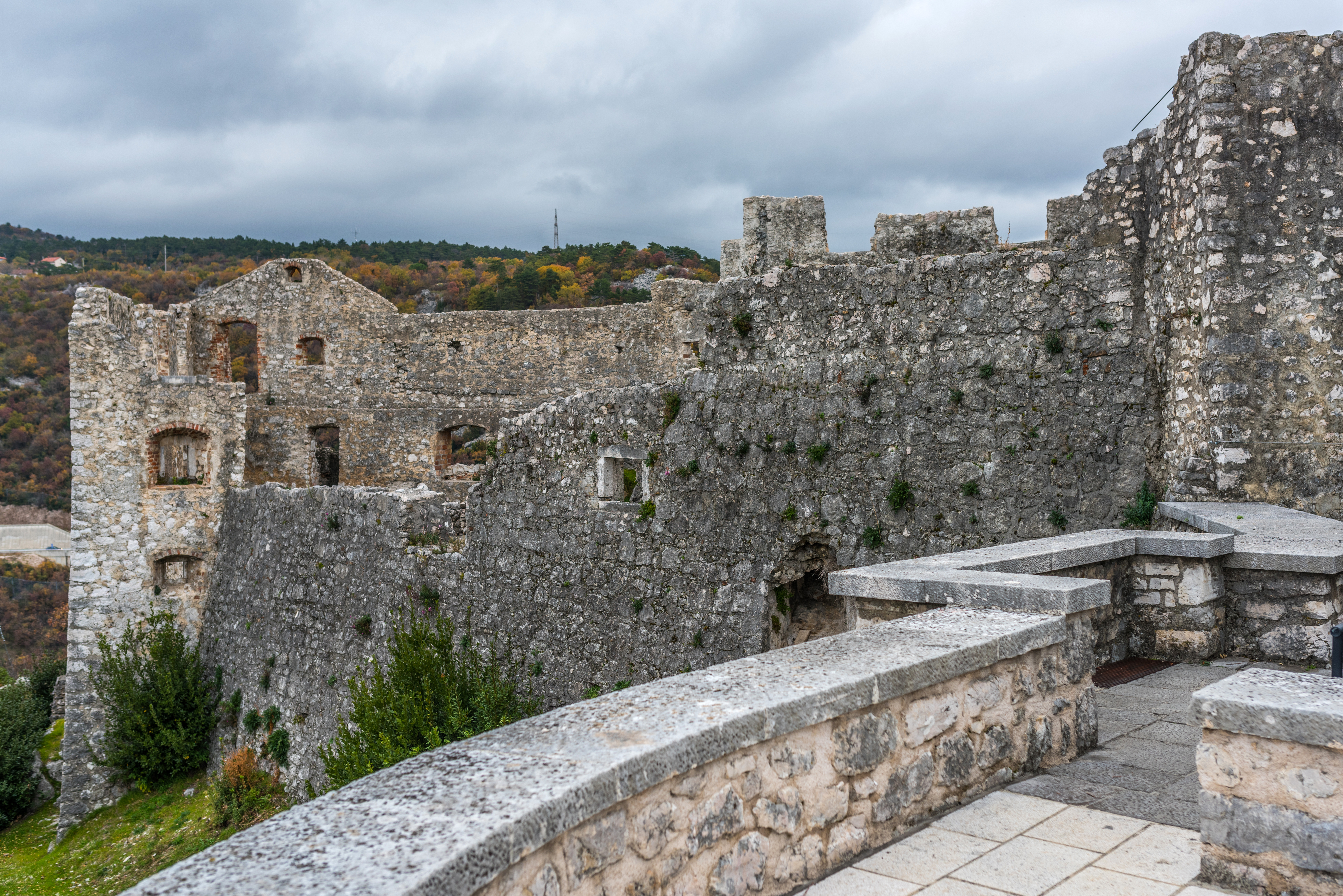
Del av Trsatborgen.
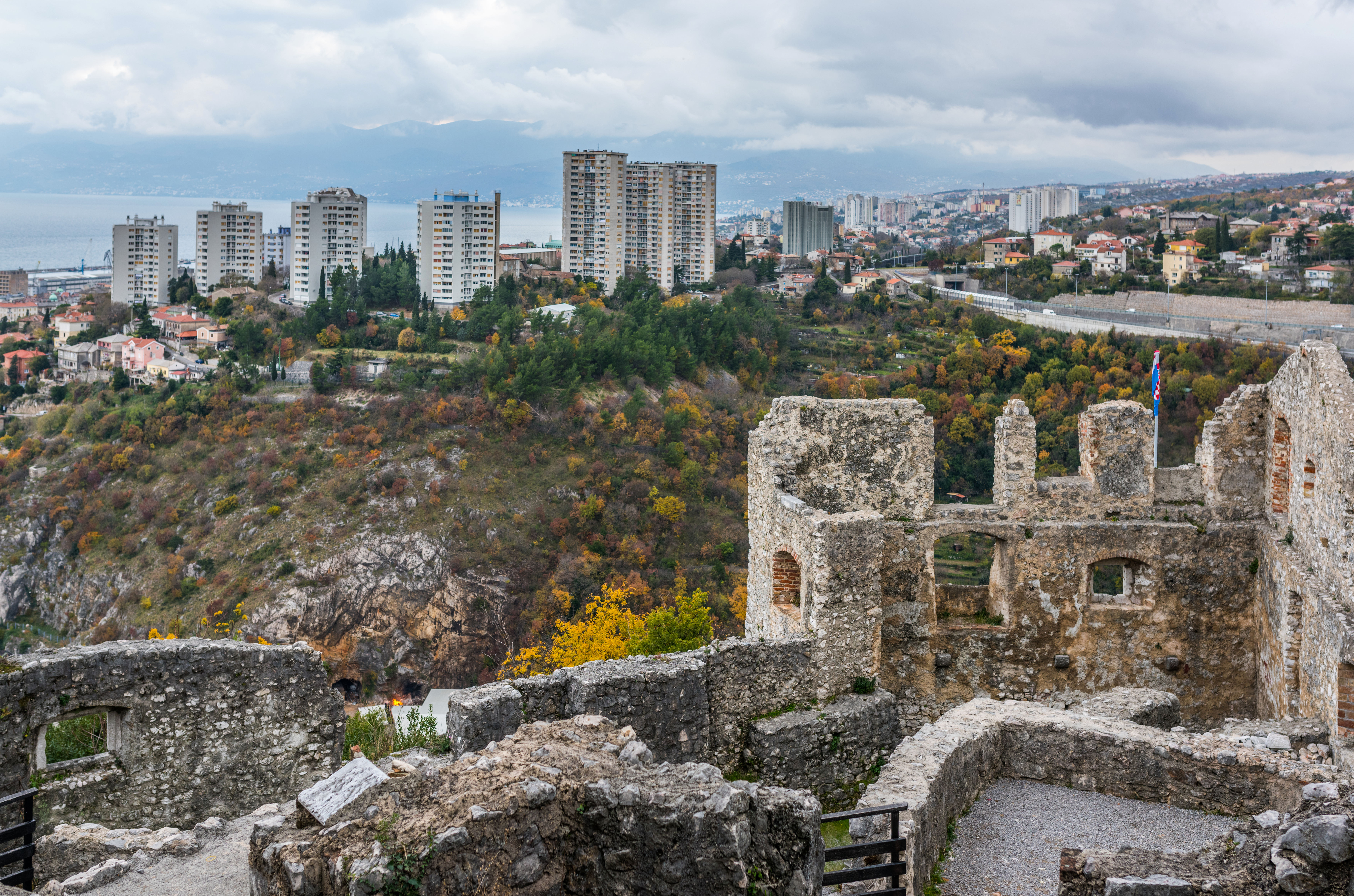
Del av Trsatborgen.
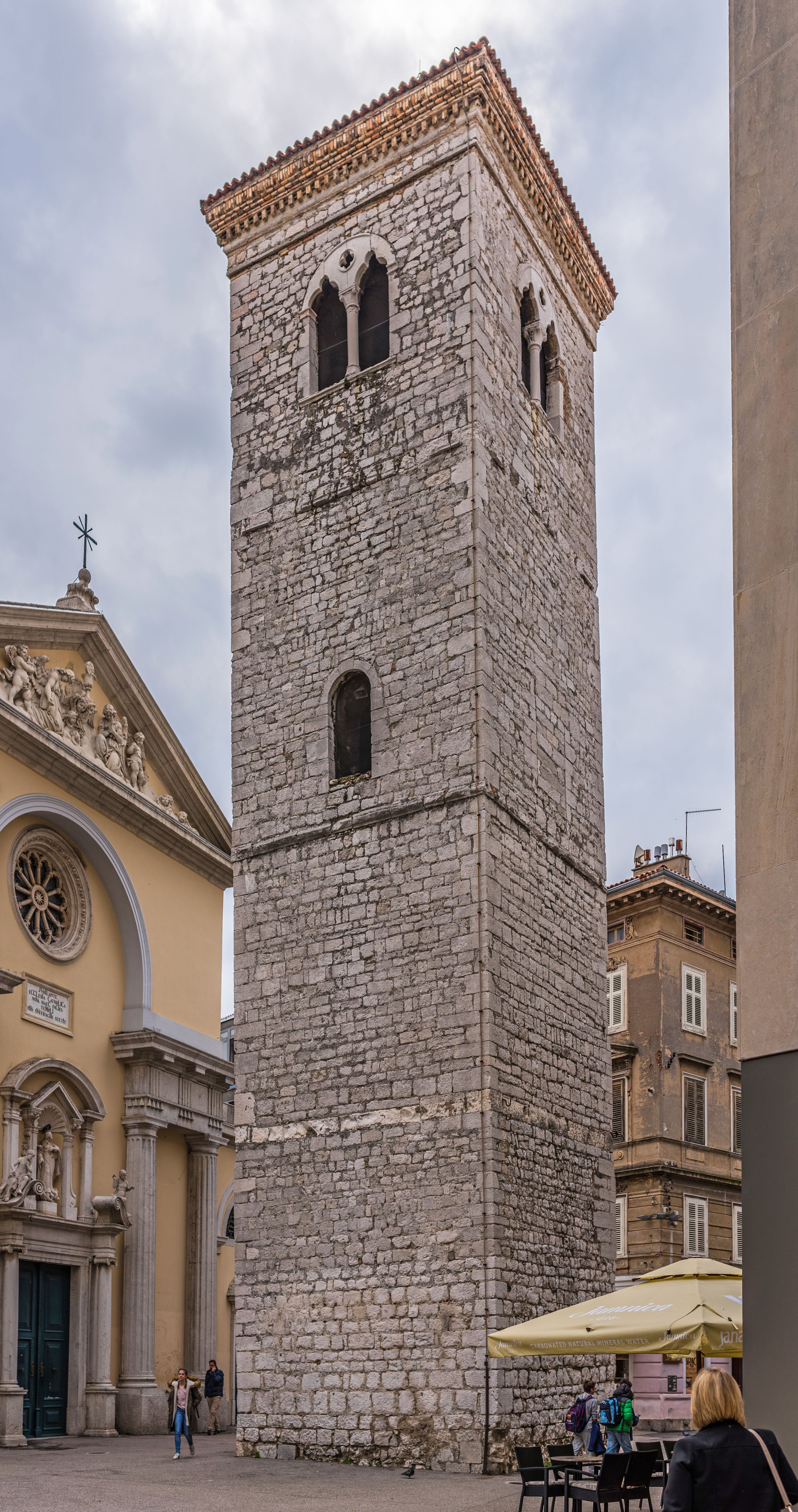
Lutande tornet i Rijeka.
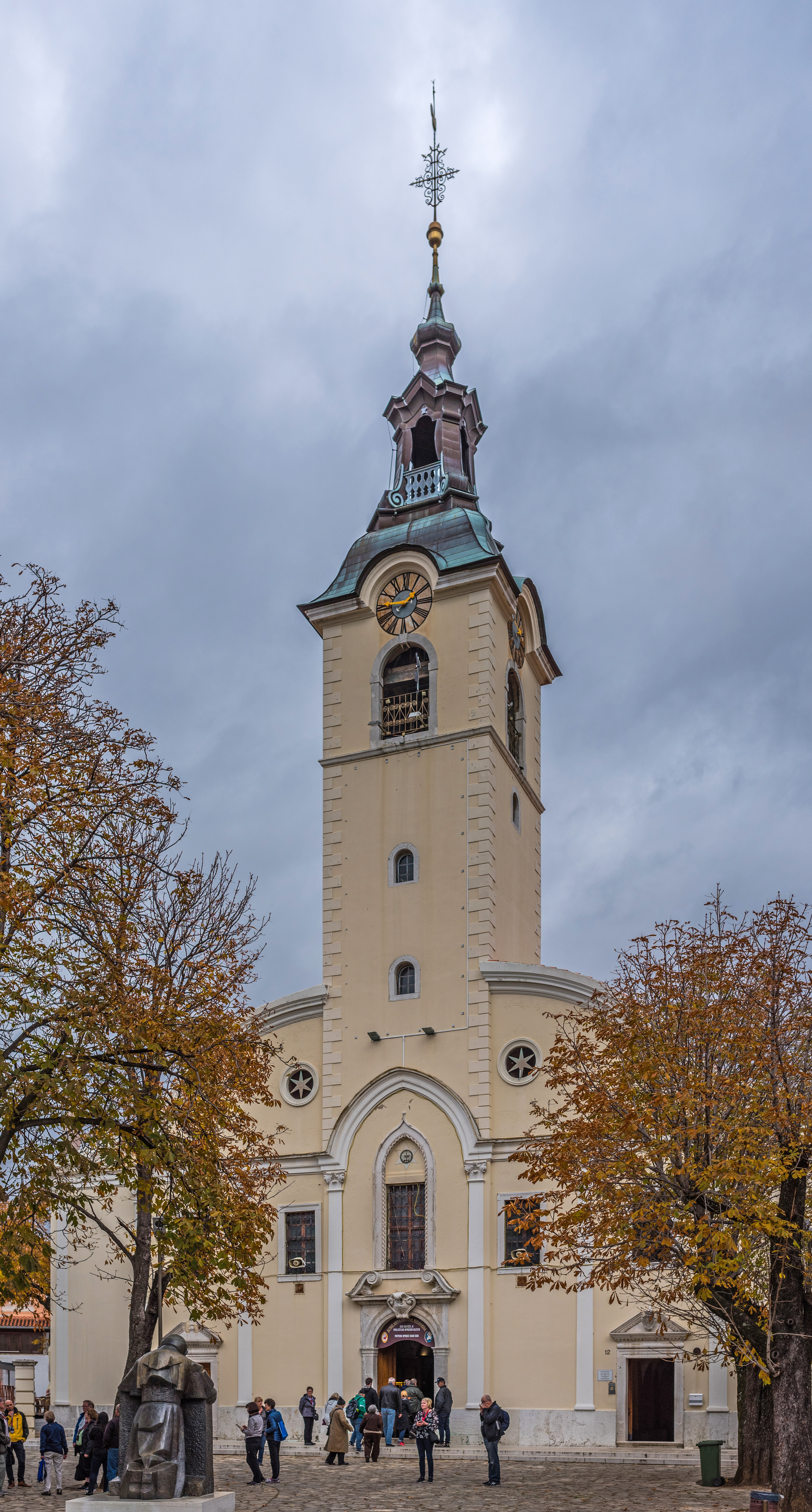
Vår Fru av Trsat-kyrkan.
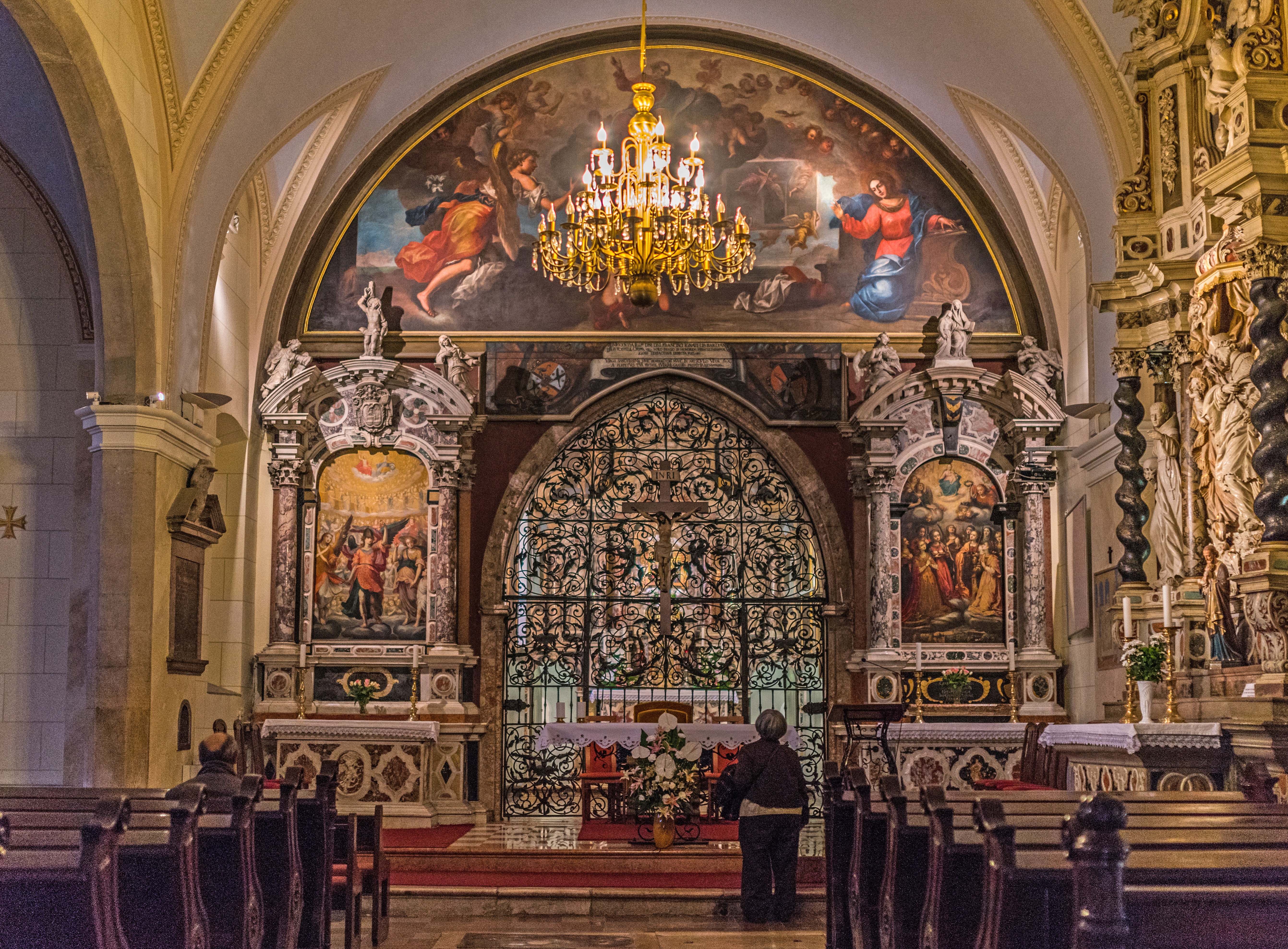
Vår Fru av Trsat-kyrkans interiör.
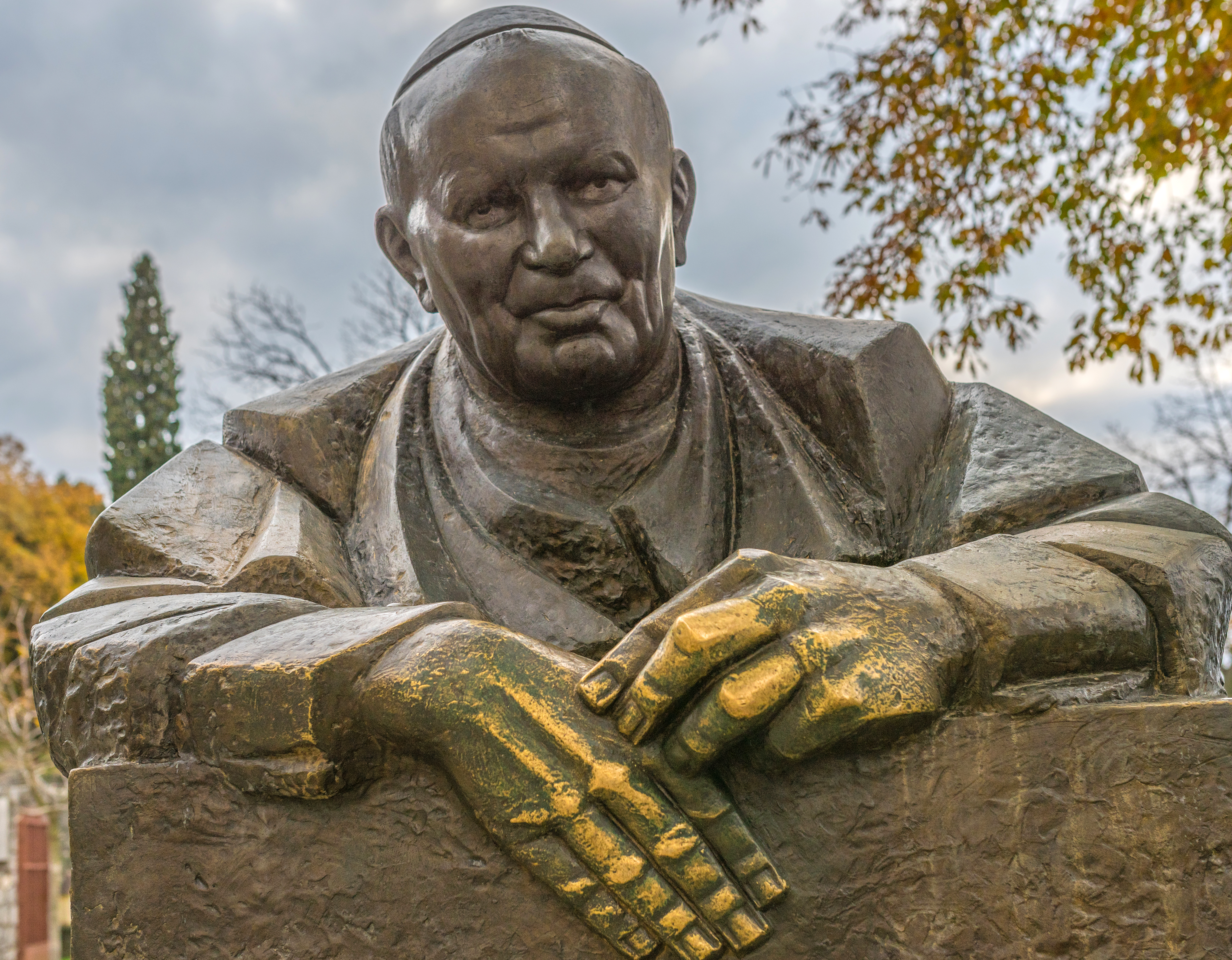
Statyn "Trsatski hodočasnik" (Trsatisk pilgrim) i Trsat föreställer en knäböjande Johannes Paulus II.

### Fotnoter
1. 1 2
2. ↑  ”About the county” (på engelska). Primorje-Gorski kotars län. Arkiverad från originalet den 31 oktober 2017. https://web.archive.org/web/20171031140619/http://www.pgz.hr/en/general_information/about_the_county. Läst 21 oktober 2017.
3. 1 2 3 4  ”RESITES PROJECT – INTERREG CENTRAL EUROPE PROGRAMME ACTIVITY A.T1.1 ANALYSIS OF CURRENT SITUATION OF BROWNFIELD IN 9 FUAS OF THE PARTNER REGIONS. Analysis of current situation of brownfield in FUA Rijeka” (på engelska) ( PDF). Interreg CENTRAL EUROPE Programme. Arkiverad från originalet den 20 oktober 2020. https://web.archive.org/web/20201020173158/https://www.interreg-central.eu/Content.Node/ReSites/WPT1--GreenerSites-Brownfield-analysis-of-Rijeka-FUA.pdf. Läst 21 oktober 2017.
4. ↑  ”Rijeka, Croatia” (på engelska). Encyclopædia Britannica. https://www.britannica.com/place/Rijeka. Läst 17 oktober 2017.
5. ↑  ”Rijeka” (på engelska). Hrvatska enciklopedija. Leksiografski zavod Miroslav Krleža (Miroslav Krležas lexikografiska institut). http://www.enciklopedija.hr/Natuknica.aspx?ID=52872. Läst 17 oktober 2017.
6. 1 2 3  Tomislav Brajnović. ”'Red' Rijeka is ready to rock as European Capital of Culture 2020” (på engelska). The Guardian. https://www.theguardian.com/travel/2017/aug/29/rijeka-croatia-european-capital-culture-2020-food-music. Läst 21 oktober 2017.
7. ↑  ”Galway i Rijeka – Europske prijestolnice kulture 2020” (på kroatiska). Ministarstvo vanjskih i europskih poslova. Arkiverad från originalet den 4 november 2018. https://web.archive.org/web/20181104211028/http://ie.mvep.hr/hr/vijesti-i-najave/galway-i-rijeka---europske-prijestolnice-kulture-2020,36541.html. Läst 21 oktober 2017.
8. ↑  ”Croatian city Rijeka wins European Capital of Culture in 2020” (på engelska). Shanghai Daily. http://www.shanghaidaily.com/article/article_xinhua.aspx?id=324961. Läst 21 oktober 2017.
9. ↑  ”Rijeka 2020 – This is us” (på engelska). Rijeka 2020. http://www.rijeka2020.eu/en/this-is-us. Läst 21 oktober 2017.
10. ↑  ”Rijeka to be European Capital of Culture in Croatia in 2020” (på engelska). Europeiska kommissionen. https://ec.europa.eu/programmes/creative-europe/node/279_de. Läst 22 oktober 2017.
11. 1 2 3  ”Rijeka: 25 Things to Know About the City that Flows” (på engelska). Total Croatia News. https://www.total-croatia-news.com/25-things-to-know-about-croatia/11919-rijeka-25-things-to-know-about-the-city-that-flows. Läst 6 februari 2018.
12. ↑  ”Rijeka – History” (på engelska). In Your Pocket. https://www.inyourpocket.com/rijeka/history. Läst 6 februari 2018.
13. ↑  Raza, Moonis (1990) (på engelska). Geographical Dictionary Of The World In The Early 20th Century With Pronouncing Gazetteer. Concept Publishing Company. sid. 647. ISBN 8172680112. https://books.google.se/books?id=N2tvuRaSPzAC&pg=PA647&lpg=PA647&dq=Sankt+Veit+am+Flaum&source=bl&ots=5NIE6Ton2v&sig=Ty39giPZiZRLv1ftDigQth_8Hi0&hl=sv&sa=X&ved=0ahUKEwi_k9iimJHZAhWMiqYKHXywCtQ4HhDoAQgxMAE#v=onepage&q=Sankt%20Veit%20am%20Flaum&f=false. Läst 6 februari 2018
14. ↑  ”History of Rijeka” (på engelska). Staden Rijeka. https://www.rijeka.hr/en/city-government/history-of-rijeka. Läst 6 februari 2018.
15. ↑  ”"Volim grad koji teče" – nova riječka turistička atrakcija” (på kroatiska). Kroatiska radion. Arkiverad från originalet den 4 november 2018. https://web.archive.org/web/20181104172031/http://radio.hrt.hr/radio-rijeka/clanak/volim-grad-koji-tece-nova-rijecka-turisticka-atrakcija/76216. Läst 6 februari 2018.
16. 1 2  Muzej-rijeka.hr Arkiverad 22 februari 2014 hämtat från the Wayback Machine. - Rijekas stadsmuseum (kroatiska)
17. ↑  Muzej-rijeka.hr - Rijekas stadsmuseum (kroatiska)
18. ↑  ”City of Rijeka – City councillors” (på kroatiska). Staden Rijeka. https://www.rijeka.hr/en/city-government/city-council/city-councillors. Läst 14 oktober 2017.
19. ↑  ”Informacija o izborima članova predstavničkih tijela jedinica lokalne i područne (regionalne) samouprave i općinskih načelnika, gradonačelnika i župana te njihovih zamjenika - 2017. VIII. PRIMORSKO-GORANSKA ŽUPANIJA.” (på kroatiska) ( PDF). Kroatiska valkommissionen. sid. 47. http://www.izbori.hr/izbori/ws.nsf/54F87B28512ED1B6C12581460039375B/$FILE/Z08_PRIMORSKO_GORANSKA_ZUPANIJA.pdf. Läst 13 oktober 2017.
20. 1 2 3  ”Local self-government” (på engelska). Staden Rijeka. https://www.rijeka.hr/en/local-self-government. Läst 24 februari 2018.
21. ↑  ”City of Rijeka –  Rijeka Urban Agglomeration” (på engelska). Staden Rijeka. https://www.rijeka.hr/en/urban-agglomeration. Läst 21 oktober 2017.
22. ↑  ”The Economy of Rijeka” (på engelska). Staden Rijeka. https://www.rijeka.hr/en/themes-for-citizens/business-and-investments/economy-of-rijeka. Läst 4 november 2018.
23. 1 2  ”Rijeka Gateway Project” (på engelska). Port of Rijeka authority. Arkiverad från originalet den 30 mars 2018. https://web.archive.org/web/20180330205013/http://www.portauthority.hr/en/development_projects/rijeka_gateway_project. Läst 13 februari 2018.
24. ↑  ”New, different and aproachable Delta” (på engelska). My Delta – Port of Rijeka authority. Arkiverad från originalet den 25 oktober 2018. https://web.archive.org/web/20181025064100/http://www.mojadelta.com/en/project. Läst 13 februari 2018.
25. ↑  ”Grad Rijeka – Projekt Rijeka Gateway” (på engelska). Staden Rijeka. https://www.rijeka.hr/en/urban-agglomeration. Läst 13 februari 2018.
26. 1 2  ”O Autotroleju (Om Autotrolej)” (på kroatiska). Autotrolej. https://www.autotrolej.hr/autotrolej. Läst 13 februari 2018.
27. ↑  ”Visit Rijeka – Tourist bus” (på engelska). Rijeka turistråd. Arkiverad från originalet den 23 november 2016. https://web.archive.org/web/20161123060420/http://www.visitrijeka.eu/Useful_Information/TouRist_Bus. Läst 13 februari 2018.
28. ↑  ”TRAFFIC IN AIRPORTS DECEMBER 2016” (på engelska). Kroatiska statistiska centralbyrån. Arkiverad från originalet den 21 november 2017. https://web.archive.org/web/20171121235110/https://www.dzs.hr/Hrv_Eng/publication/2016/05-01-05_12_2016.htm. Läst 21 oktober 2017.
29. 1 2  ”POPULATION BY ETHNICITY, BY TOWNS/MUNICIPALITIES, 2011 CENSUS” (på engelska). Kroatiska statistiska centralbyrån. Arkiverad från originalet den 21 november 2017. https://web.archive.org/web/20171121182923/https://www.dzs.hr/Eng/censuses/census2011/results/htm/E01_01_04/e01_01_04_zup08.html. Läst 10 oktober 2017.
30. ↑  ”POPULATION BY RELIGION, BY TOWNS/MUNICIPALITIES, 2011 CENSUS” (på engelska). Kroatiska statistiska centralbyrån. Arkiverad från originalet den 1 april 2016. https://web.archive.org/web/20160401002122/http://www.dzs.hr/Eng/censuses/census2011/results/htm/E01_01_10/E01_01_10_zup08.html. Läst 10 oktober 2017.
31. ↑  ”ISKCON Centers – World wide directory of official ISKCON Centres & Branches – Rijeka” (på engelska). ISCON – The International Society for Krishna Consciousness. http://centers.iskcondesiretree.com/rijeka. Läst 21 oktober 2017.
32. ↑  ”Croatian Dialects – The Ekavian Chakavian dialect: Spread and basic characteristics” (på engelska). Bilingualism Matters@Rijeka. Arkiverad från originalet den 7 augusti 2017. https://web.archive.org/web/20170807131329/http://www.bilingualism-matters-rijeka.ffri.hr/en/our-context/croatian-dialects.html. Läst 21 oktober 2017.
33. ↑  ”Kvarner's cultural history – Architectural heritage” (på engelska). Primorje-Gorski kotars turistråd. http://www.kvarner.hr/kultura/english/architectural.html. Läst 22 oktober 2017.
34. ↑  ”The builiding of Radio Rijeka” (på engelska). Rijeka Heritage (Staden Rijeka). https://www.rijekaheritage.org/en/kj/radiorijeka. Läst 5 december 2017.
35. ↑  ”Railway Station” (på engelska). Rijeka Heritage (Staden Rijeka). https://www.rijekaheritage.org/en/kj/kolodvor. Läst 5 december 2017.
36. ↑  ”Filodrammatica” (på engelska). Rijeka Heritage (Staden Rijeka). https://www.rijekaheritage.org/en/kj/filodrammatica. Läst 5 december 2017.
37. ↑  ”Main Post Office Palace” (på engelska). Rijeka Heritage (Staden Rijeka). https://rijekaheritage.org/en/kj/glavnaposta. Läst 25 november 2017.
38. ↑  ”Poslovna zgrada Rijeka” (på kroatiska) ( PDF). Kroatiska posten. 2015. https://hrvatska.posta.hr/UserDocsImages/posta/nekretnine/Katalog_nekretnine_Rijeka_Korzo%2013.pdf. Läst 3 december 2017.
39. ↑  ”Konzervatorska istraživanja na upravnoj zgradi šećerane u Rijeci” (på kroatiska). Kroatiska restaureringsinstitutet. Arkiverad från originalet den 6 december 2017. https://web.archive.org/web/20171206005908/http://www.h-r-z.hr/index.php/djelatnosti/konzerviranje-restauriranje/graditeljsko-naslijee/280-konzervatorska-istraivanja-na-upravnoj-zgradi-eerane-u-rijeci. Läst 5 december 2017.
40. ↑  ”The Sugar Refinery Administrative Building” (på engelska). Rijeka Heritage (Staden Rijeka). https://rijekaheritage.org/en/kj/rafinerijasecera. Läst 5 december 2017.
41. ↑  ”Caza Turca” (på engelska). Rijeka Heritage (Staden Rijeka). https://www.rijekaheritage.org/en/kj/casaturca%2c%20turskakuca. Läst 5 december 2017.
42. ↑  ”Theatre Park” (på engelska). Staden Rijekas turistråd. Arkiverad från originalet den 1 juli 2017. https://web.archive.org/web/20170701004825/http://www.visitrijeka.eu/What_To_See/Parks_and_Promenades/Theatre_park. Läst 22 oktober 2017.
43. 1 2 3 4 5 6  ”Grad Rijeka – Skulpture” (på kroatiska). Staden Rijeka. https://www.rijeka.hr/teme-za-gradane/kultura-2/skulpture-u-javnom-prostoru/postavljene-skulpture. Läst 28 oktober 2017.
44. ↑  ”Mlaka Park” (på engelska). Staden Rijekas turistråd. Arkiverad från originalet den 27 juni 2017. https://web.archive.org/web/20170627104053/http://www.visitrijeka.eu/What_To_See/Parks_and_Promenades/Mlaka_park. Läst 22 oktober 2017.
45. ↑  ”Nikola Host's Park” (på engelska). Staden Rijekas turistråd. Arkiverad från originalet den 26 juni 2017. https://web.archive.org/web/20170626234624/http://www.visitrijeka.eu/What_To_See/Parks_and_Promenades/Nikola_Host_park. Läst 22 oktober 2017.
46. ↑  ”Vladimir Nazor's Park” (på engelska). Staden Rijekas turistråd. Arkiverad från originalet den 26 juni 2017. https://web.archive.org/web/20170626234906/http://www.visitrijeka.eu/What_To_See/Parks_and_Promenades/Vladimir_Nazor_park. Läst 22 oktober 2017.
47. ↑  ”Započeli radovi na uređenju Parka Pomerio” (på kroatiska). Staden Rijekas. https://www.rijeka.hr/zapoceli-radovi-uredenju-parka-pomerio. Läst 22 oktober 2017.
48. ↑  ”Park of Our Lady of Trsat” (på engelska). Staden Rijekas turistråd. Arkiverad från originalet den 5 april 2017. https://web.archive.org/web/20170405215954/http://www.visitrijeka.eu/What_To_See/Parks_and_Promenades/Park_of_Our_Lady_of_Trsat. Läst 22 oktober 2017.
49. 1 2  ”Dobro more Voje Radoičića na Pavlinskom trgu u Rijeci” (på kroatiska). Culturenet.hr (Kroatiska kulturdepartementet). http://www.culturenet.hr/default.aspx?id=46223. Läst 28 oktober 2017.
50. ↑  Radio.hrt.hr Arkiverad 4 november 2018 hämtat från the Wayback Machine. – Kroatiska radion. Läst 29 oktober 2017. (kroatiska)
51. ↑  RTL – Läst 29 oktober 2017. (kroatiska)
52. ↑  Ri-karneval.com Arkiverad 19 februari 2012 hämtat från the Wayback Machine. - Karnevalens officiella webbplats (engelska)
53. 1 2  ”Grb, zastava i svečana pjesma Grada Rijeke” (på kroatiska). Rijekas stad. https://www.rijeka.hr/gradska-uprava/vazni-akti/grb-zastava-svecana-pjesma-grada-rijeke. Läst 21 oktober 2017.
54. 1 2  ”Gradsko vijeće jednoglasno za povratak povijesne trobojnice!” (på kroatiska). Rijeka danas. http://www.rijekadanas.com/gradsko-vijece-jednoglasno-za-povratak-povijesne-trobojnice. Läst 23 oktober 2017.
55. 1 2  ”Skandalozno – Povjerenstvo Ministarstva uprave stopira riječku zastavu” (på kroatiska). Kvarnerski.com. Arkiverad från originalet den 5 november 2018. https://web.archive.org/web/20181105012159/http://kvarnerski.com/skandalozno-povjerenstvo-ministarstva-uprave-stopira-rijecku-zastavu/. Läst 15 oktober 2017.
56. ↑  ”Vijećnici potvrdili – žele povratak riječke trobojnice” (på kroatiska). Fiuman.hr. http://www.fiuman.hr/vijecnici-potvrdili-zele-povratak-rijecke-trobojnice. Läst 23 oktober 2017.
57. ↑  ”Proposal of re-adoption of the flag, 2016” (på engelska). CRW Flags. http://www.crwflags.com/fotw/flags/hr-ri-ri.html#pro. Läst 23 oktober 2017.
58. ↑  ”Trobojnica postala svečana zastava Grada Rijeke” (på kroatiska). Rijeka.hr. Rijekas stad. https://www.rijeka.hr/trobojnica-postala-svecana-zastava-grada-rijeke. Läst 24 januari 2021.
59. ↑  ”Gradski bibliobus” (på kroatiska). Rijekas stadsbibliotek. https://gkr.hr/vodic/lokacije/gradski-bibliobus--loc-8. Läst 15 oktober 2017.
60. ↑  ”Morčić – Rijeka's good luck charm” (på engelska). Rijekas turistråd. Arkiverad från originalet den 5 januari 2016. https://web.archive.org/web/20160105035334/http://www.visitrijeka.eu/All_about_Rijeka/Tales_from_Rijeka/Morcic. Läst 22 oktober 2017.
61. ↑  ”Annual carnival bell ringers' pageant from the Kastav area” (på engelska). Förenta nationernas organisation för utbildning, vetenskap och kultur (Unesco). http://www.unesco.org/culture/ich/en/RL/00243. Läst 23 oktober 2017.
62. 1 2 3 4 5 6 7  ”Sport in Rijeka – The number of citizens included in sports activities, the organisational structure of the sports activity in Rijeka, the network "Cities for sport"” (på engelska). Staden Rijeka. https://www.rijeka.hr/en/themes-for-citizens/sport-and-recreation/sport-in-rijeka. Läst 22 oktober 2017.
63. 1 2  ”Sports infrastrusture – Sports facilities in Rijeka, the manner and schedule of their use and sports and recreation zones in a wider territory of Rijeka” (på engelska). Staden Rijeka. Arkiverad från originalet den 4 november 2018. https://web.archive.org/web/20181104211231/https://www.rijeka.hr/en/themes-for-citizens/sport-and-recreation/sportska-infrastruktura-grada-rijeke/. Läst 22 oktober 2017.
64. ↑  ”Stadion Kantrida” (på kroatiska). Rijeka sport. https://www.rijekasport.hr/objekti/stadion-kantrida. Läst 22 oktober 2017.
65. ↑  ”Swimming Pools Kantrida” (på engelska). Rijeka sport. http://www.rijekasport.hr/en/swimming-pools-kantrida. Läst 22 oktober 2017.
66. ↑  ”Athletic Hall Kantrida” (på engelska). Rijeka sport. https://www.rijekasport.hr/en/atletic-hall-kantrida. Läst 22 oktober 2017.
67. ↑  ”Centre Zamet” (på engelska). Rijeka sport. https://www.rijekasport.hr/en/centre-zamet. Läst 22 oktober 2017.
68. ↑  ”Povijest i tradicija” (på kroatiska). Kroatiska nationalteatern i Rijeka. http://hnk-zajc.hr/o-kazalistu/povijest-kazalista. Läst 22 oktober 2017.
69. ↑  ”Gradski bibliobus” (på kroatiska). Rijekas stadsdockteater. http://www.gkl-rijeka.hr/index.php/povijest-rijeckog-lutkarstva. Läst 1 november 2018.
70. ↑  ”Filodrammatica” (på kroatiska). Staden Rijeka. Arkiverad från originalet den 10 december 2017. https://web.archive.org/web/20171210123642/https://www.rijeka.hr/teme-za-gradane/kultura-2/prostori-kulture/koristenje-poslovnog-prostora-objektima-kulture/filodrammatica/. Läst 9 december 2017.
71. 1 2 3 4 5 6 7  ”About us” (på engelska). Rijekas kliniska sjukvårdscenter. http://kbc-rijeka.hr/about-us/?lang=en. Läst 22 oktober 2017.
72. ↑  ”U riječkom KBC-u obavljena prva transplantacija fekalne mikrobiote u Hrvatskoj.” (på kroatiska). Novi list. http://www.novilist.hr/Vijesti/Rijeka/U-rijeckom-KBC-u-obavljena-prva-transplantacija-fekalne-mikrobiote-u-Hrvatskoj. Läst 21 oktober 2017.
73. ↑  ”Elementary schools.” (på engelska). Rijekas stad. https://www.rijeka.hr/en/themes-for-citizens/upbringing-and-education/elementary-schools. Läst 21 oktober 2017.
74. ↑  ”Secondary schools.” (på engelska). Rijekas stad. https://www.rijeka.hr/en/themes-for-citizens/upbringing-and-education/secondary-schools. Läst 21 oktober 2017.
75. 1 2  ”About us.” (på engelska). Rijekas tekniska skola. https://www.veleri.hr/?q=node/5. Läst 21 oktober 2017.
76. ↑  ”Higher education.” (på engelska). Rijekas stad. https://www.rijeka.hr/en/themes-for-citizens/upbringing-and-education/higher-education. Läst 21 oktober 2017.
77. 1 2  ”Education of members of national minorities.” (på engelska). Rijekas stad. https://www.rijeka.hr/en/themes-for-citizens/upbringing-and-education/educazione-e-istruzione-degli-appartenenti-alle-minoranze-nazionali. Läst 21 oktober 2017.
78. ↑  ”The University of Rijeka” (på engelska). Rijekas universitet. https://www.uniri.hr/index.php?option=com_content&view=category&layout=blog&id=40&Itemid=102&lang=en. Läst 6 juni 2018.
79. ↑  ”History of PAR” (på engelska). Handelshögskolan PAR. https://par.hr/o-nama/?lang=en. Läst 14 mars 2018.
80. ↑  ”Astronomical Centre Rijeka” (på engelska). Rijeka sport. https://www.rijekasport.hr/hr/objekti/astronomski-centar-rijeka. Läst 22 oktober 2017.
81. 1 2  ”Hon ska lära Wallenberg om robotar”. Svenska Dagbladet. https://www.svd.se/hon-ska-lara-wallenberg-om-robotar. Läst 6 juni 2018.
82. ”Biography” (på engelska). Slavenkadrakulic.com. Slavenka Drakulić. Arkiverad från originalet den 4 november 2018. https://web.archive.org/web/20181104211146/http://slavenkadrakulic.com/category/biography/. Läst 30 oktober 2018.
83. ”Biography” (på engelska). Slavenkadrakulic.com. Slavenka Drakulić. Arkiverad från originalet den 4 november 2018. https://web.archive.org/web/20181104211146/http://slavenkadrakulic.com/category/biography/. Läst 30 oktober 2018.
84. ↑  ”Biography” (på engelska). Slavenkadrakulic.com. Slavenka Drakulić. Arkiverad från originalet den 4 november 2018. https://web.archive.org/web/20181104211146/http://slavenkadrakulic.com/category/biography/. Läst 30 oktober 2018.
85. ↑  ”Carpathia” (på engelska). Encyclopaedia Britannica. https://www.britannica.com/topic/Carpathia. Läst 1 november 2018.